# Geschichte Liechtensteins

Flagge von Liechtenstein

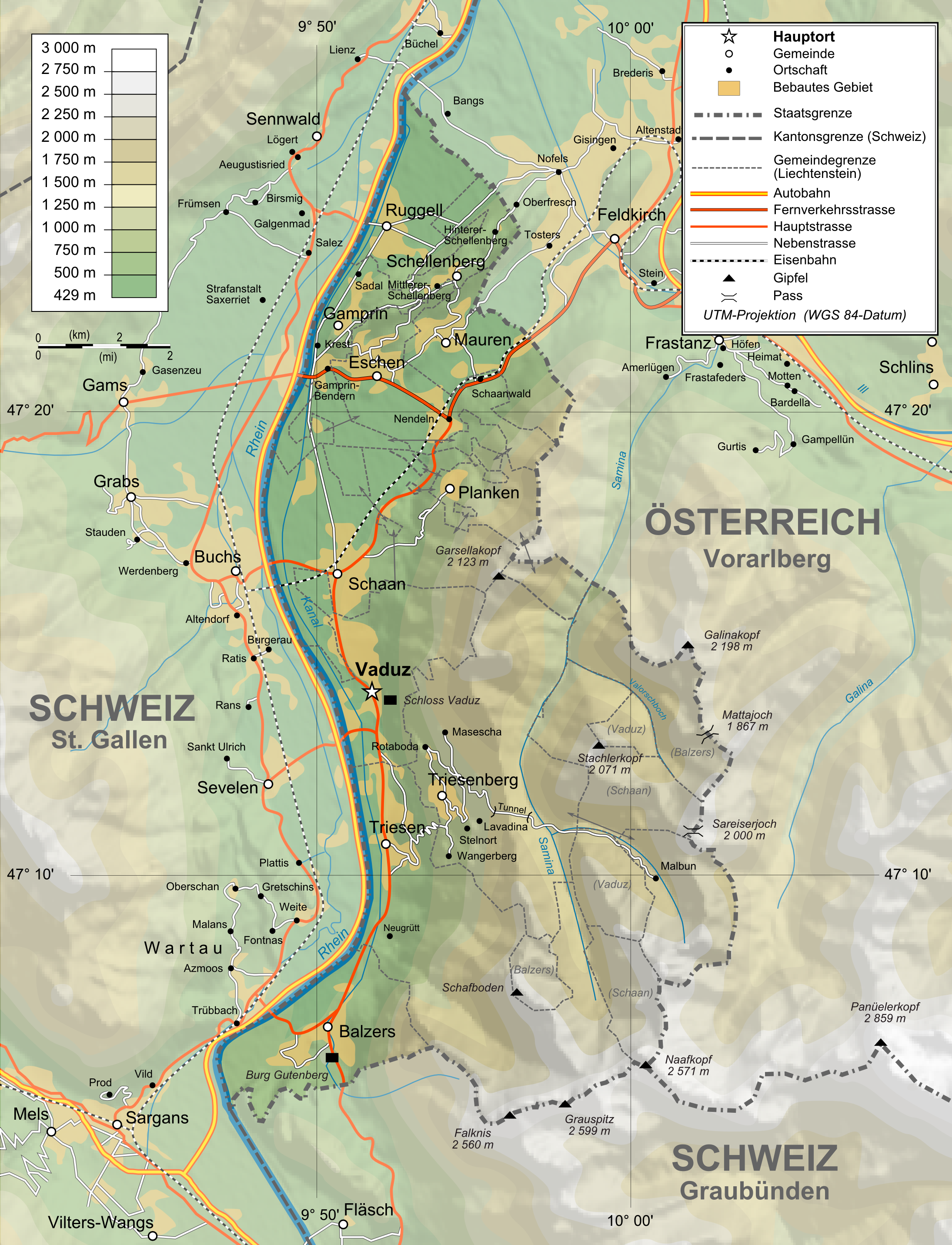
Topographische Karte von Liechtenstein

Die Geschichte Liechtensteins umfasst die Geschichte des Gebiets des heutigen Fürstentums Liechtenstein. Der heutige Staat Liechtenstein entstand 1719 aus der Grafschaft Vaduz und der Herrschaft Schellenberg, die bereits seit 1434 unter gemeinsamer Verwaltung standen. Seit 1719 herrschen die Fürsten von Liechtenstein über das 160 km² grosse Gebiet am Alpenrhein.

## Vorgeschichte

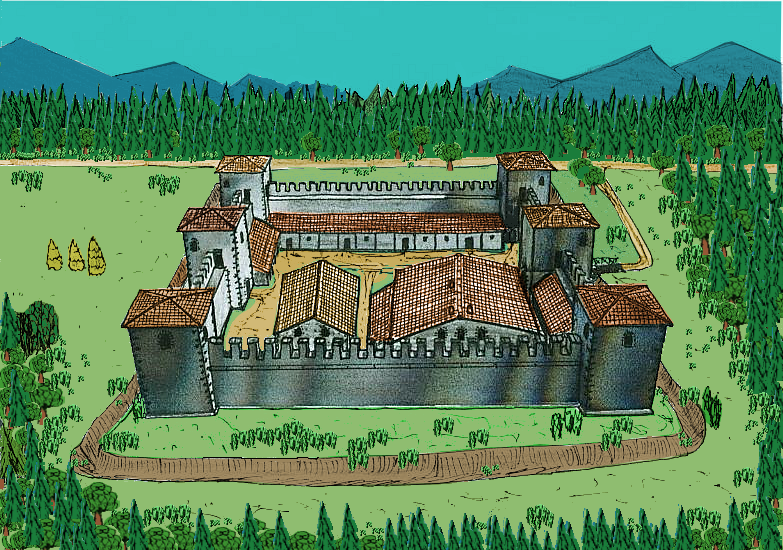
Rekonstruktionsversuch des spätantiken Kastells in Schaan (4. Jahrhundert nach Christus)

Archäologische Funde auf dem Gutenberg sowie auf dem Eschnerberg (Fundplatz Borscht) weisen nach, dass das heutige Gebiet Liechtensteins seit der Jungsteinzeit (5. Jahrtausend v. Chr.) besiedelt ist. Auf dem Gutenberg sind Kultfiguren aus Bronze entdeckt worden. Da das Tal vom Rhein häufig überschwemmt war und dadurch sumpfig war, waren nur die höher gelegenen Gebiete besiedelt.
Seit dem 8. Jahrhundert v. Chr. war das Gebiet von Rätern (Vennonen) besiedelt. Es sind auch keltische Einflüsse der Vindeliker feststellbar. Die Kelten siedelten aber eher westlich des Alpenrhein.

## Römisches Reich
Im Jahre 15 v. Chr. wurde das Gebiet des heutigen Fürstentums Teil der neuen römischen Provinz Rätien. Im 1. Jahrhundert n. Chr. wurde eine Heerstrasse gebaut, die von Italien über dem Splügen sowie Chur durch das heutige Liechtenstein nach Bregenz führte. Entlang dieser Strasse entstanden in Liechtenstein römische Rasthäuser (Mansio). Ob die auf der Tabula Peutingeriana eingetragene Siedlung oder Strassenstation Magia in der heutigen Gemeinde Balzers lag, ist jedoch noch nicht eindeutig geklärt. Mit der Zeit setzte sich die Sprache der Römer, Latein, durch, und die rätoromanische Sprache bildete sich heraus. Die alte rätische Sprache starb dagegen aus.
Im 4. Jahrhundert begann die Christianisierung in der Provinz Churrätien. Als erster Glaubensbote wurde der Heilige Luzius verehrt. An die Zeit des spätrömischen Reiches erinnern die Reste eines Kleinkastells in Schaan, dessen Besatzung die Römerstrasse gegen die nördlichen Alemannen sichern sollte. Das Areal um das ehemalige Kastell bildete später den mittelalterlichen Siedlungskern von Schaan.

## Mittelalter

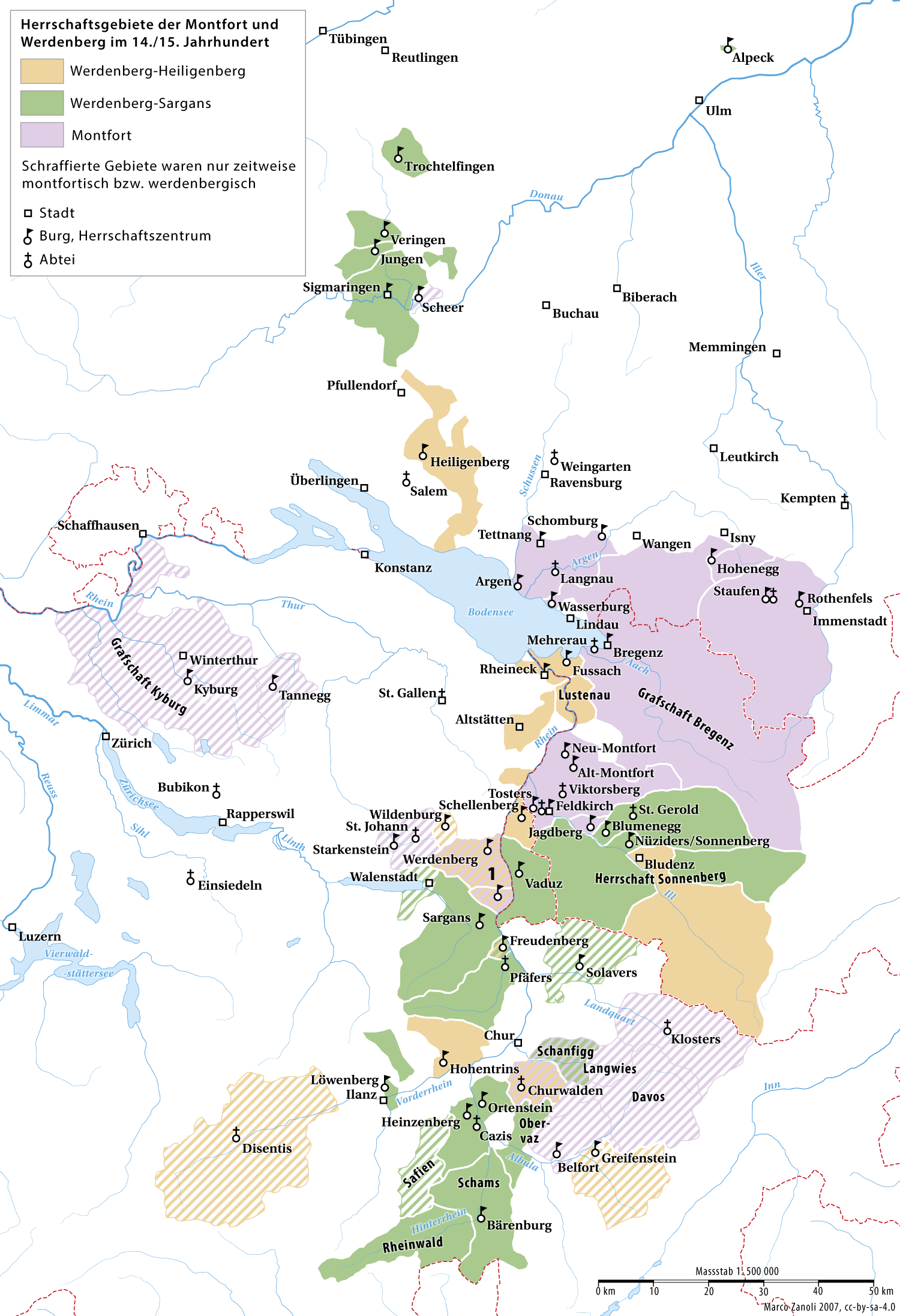
Besitz der Grafen von Werdenberg und Montfort im 14. Jahrhundert

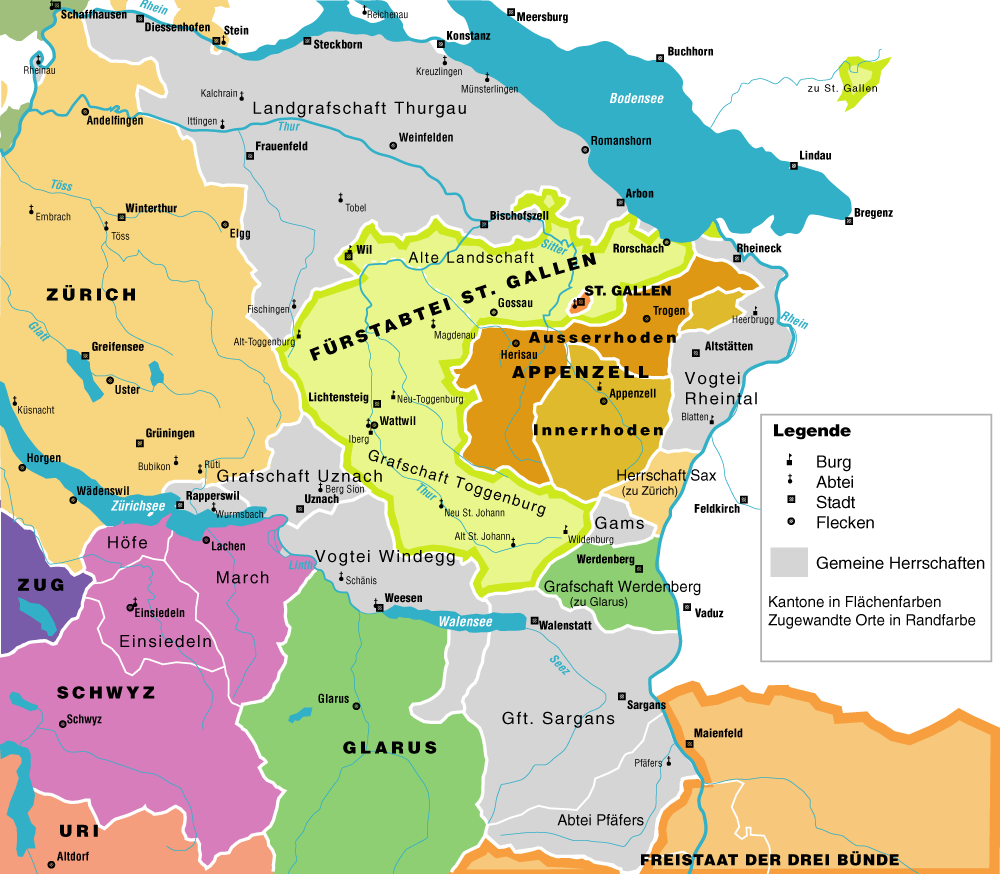
Das Rheintal vor der Gründung der Helvetischen Republik (1798). Auch in der Alten Eidgenossenschaft wurde die strategische Bedeutung des Rheintals anerkannt. Grosse Teile des linksrheinischen Gebiets wurden von mehreren Ständen (Kantonen) gemeinschaftlich verwaltet; siehe Gemeine Herrschaft.

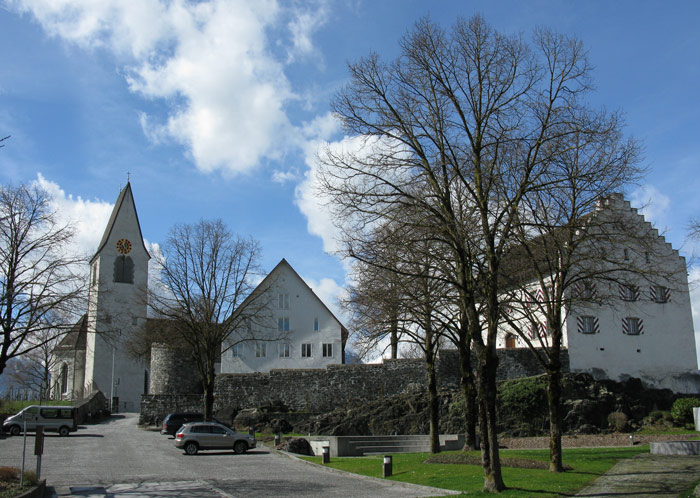
Die Kirche in Bendern spielte eine bedeutende Rolle in der Geschichte Liechtensteins. Sie war im Besitz des Klosters St. Luzi in Chur.

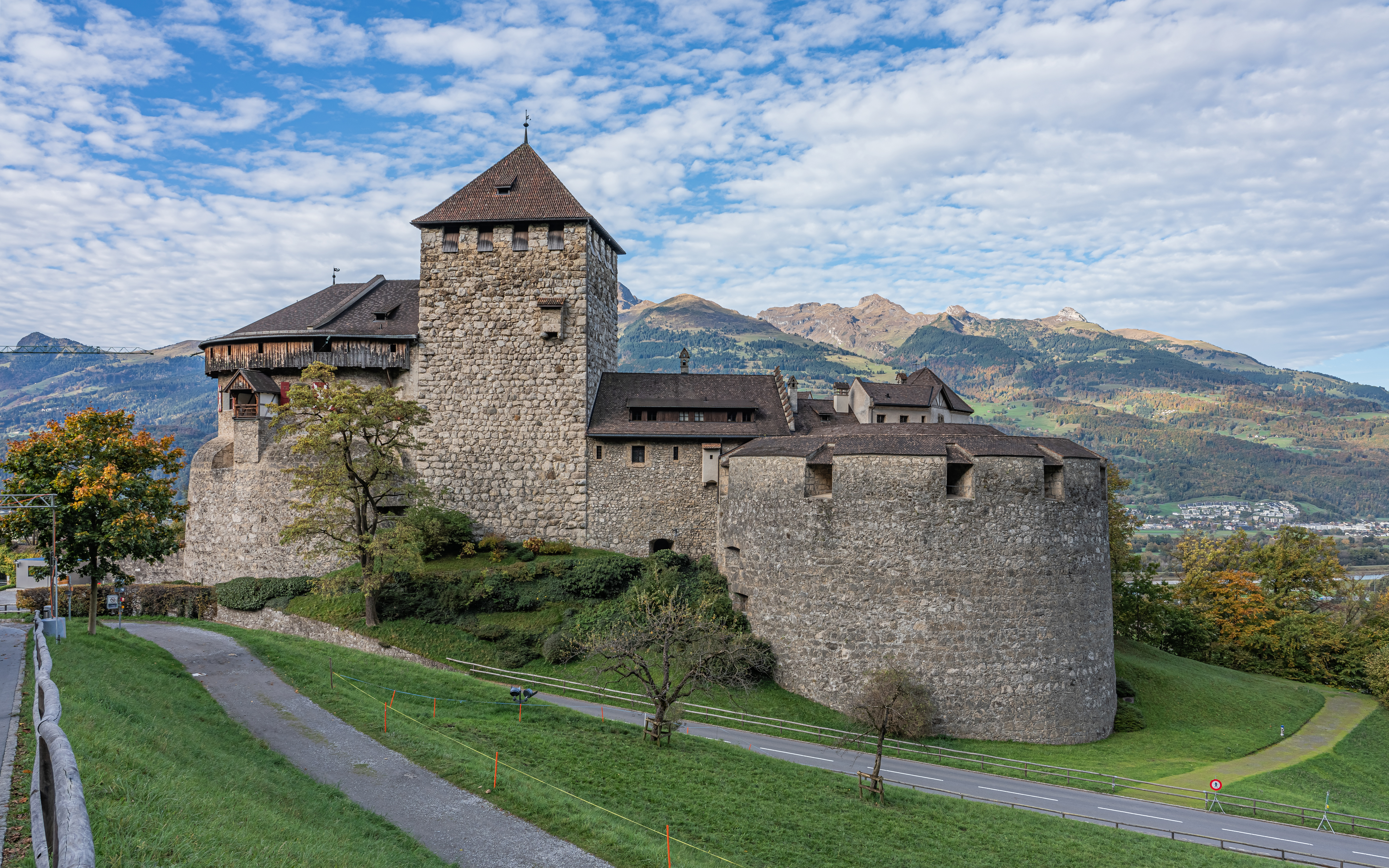
1499 wurde die Festung Vaduz von den Eidgenossen in Brand gesteckt. Ludwig von Brandis wurde gefangen genommen. Ab 1505 war das Schloss eine Festung der Habsburger

Vor der Rheinregulierung war der Fluss mehrere Hundert Meter breit. Blick vom Wartenstein auf das Liechtensteiner Ellhorn bei Balzers. Rechts im Bild befindet sich Maienfeld. Die Strasse führt auf den St. Luzisteig, die einzige Verbindung zwischen Chur und Feldkirch auf der rechten Rheinseite.

### Frühmittelalter
Nachdem das Römische Reich zerfallen war, konnte man im heutigen Liechtenstein eine Zuwanderung der Alemannen feststellen. Im 8. Jahrhundert wurde Rätien ins fränkische Reich eingebunden. Unter Karl dem Grossen wurde 806 die fränkische Gaugrafschaftsverfassung eingeführt. 842 wurden erstmals Orte und Personen aus dem heutigen Fürstentum aufgelistet, so unter anderem Balzers, Schaan und Eschen (Rätische Urbar, wo alle königlichen Güter aufgezeichnet waren).

### Grafschaften
Zwischen dem 10. Jahrhundert und 1152 gehörte Rätien dem Grafen von Bregenz. Nachdem die Grafen von Bregenz ausstarben, wurde das ehemalige Rätien durch Erbteilungen aufgesplittert.
Das Unterrätien ging daher an die Grafen von Montfort, die sich später in die Linien Montfort und Werdenberg aufteilten. Die Grafschaft Werdenberg ihrerseits wurde aufgeteilt, so entstand durch eine Erbteilung 1342 die Grafschaft Vaduz. Als erster Graf von Vaduz gilt Hartmann III. von Werdenberg-Sargans. Einige Wissenschaftler sehen in diesem Vertrag den eigentlichen Gründungsakt des heutigen Fürstentums Liechtenstein. Der Teilungsvertrag wurde am 3. Mai 1342 von Hartmann III. und seinem Bruder Rudolf IV. von Werdenberg-Sargans unterschrieben.
1379 verlieh König Wenzel dem Grafen Heinrich von Werdenberg die Gerichtshoheit. 1396 wird die Grafschaft Vaduz reichsunmittelbar, bestätigt durch den König Wenzel, und untersteht damit dem Kaiser direkt. Damit war ein Aufbau der Landeshoheit möglich. In den folgenden Jahrhunderten wurde den Herrschern von Vaduz die Reichsunmittelbarkeit immer wieder bestätigt. Die Reichsunmittelbarkeit wurde vergeben, da sich das heutige Gebiet von Liechtenstein an einer wichtigen Fernstrasse über die Alpen befand. Da das Rheintal versumpft und oft überflutet war, bildete der St. Luzisteig zwischen Balzers und dem zum Freistaat der drei Bünde gehörenden Maienfeld die einzig sichere rechtsrheinische Verkehrsverbindung. Als einzige sichere linksrheinische Verbindung kam die von der Eidgenossenschaft kontrollierte Schollbergstrasse in Frage.

### Formierung der heutigen Staatsgrenze
Die Grafen von Vaduz starben 1416 aus. Als Herrscher folgten die Freiherren von Brandis, die aus dem Emmental stammten. Schon 1399 hatte Wolfhart IV. von Brandis die Grafschaft Vaduz von den Vaduzer Grafen als Pfand erhalten. 1416 dann die Herrschaft Schellenberg. Die Grafen von Vaduz Heinrich V. von Werdenberg-Sargans, und Rudolf VI. von Werdenberg-Sargans waren die Stiefbrüder von Wolfhart IV. Sein Sohn Wolfhart V. von Brandis erwarb zwischen 1430 und 1437 zudem den nördlichen Teil der Herrschaft Schellenberg, den Eschnerberg. Er war mit Verena von Werdenberg-Heiligenberg-Bludenz verheiratet, einer Nachfahrin des letzten Grafen von Toggenburg Friedrich VII. von Toggenburg. So wurde 1437 das Oberland (des Freiherren von Brandis) sowie das Unterland (der Herrschaft Schellenberg) vereinigt. Die Grenzen dieser beiden Herrschaften bilden die heutige Grenze des Fürstentums Liechtenstein.
Man darf sich den Rhein im Mittelalter nicht wie heute vorstellen. Heute verläuft er in einem Kanal mit meterhohen Deichen. Der Rhein nahm im Mittelalter fast die gesamte Breite des Rheintals ein. Heute ist er kanalisiert und die Grenze klar sichtbar. Im Mittelalter bestand er aus verschieden grossen Seitenarmen, in denen Inseln lagen. Es handelte sich um eine Auen-Landschaft, also Gebiete die bei Hochwasser überflutet wurden. Das passierte meistens während der Schneeschmelze im Frühling. In diesen Zeiten konnte sich das Bild und das Strömungsverhalten komplett ändern. Aus dem Jahr 1480 wird berichtet, dass der Rhein die Wasserscheide zwischen Rhein und Walensee durchbrochen hatte und den Walensee überschwemmte. Teile des Rhein flossen damit in die Aare. Auf jeden Fall wurde aus dem Tal ein grosser See. Zwischen Trübbach beim Schollberg und Balzers war er 1200 Meter breit. Bei Niedrigwasser konnte der Rhein problemlos durchwatet werden. Das Rheintal wurde von den angrenzenden Gemeinen primär für das Weiden von Rindern genutzt. Aber auch Felder wurden angelegt. Liechtensteiner und Schweizer Gemeinden benutzten die Rhein-Auen und trieben ihre Rinder durch das seichte Wasser in die Auenlandschaft. Auch versuchten beide Seiten dem Rhein festen Boden abzugewinnen. Man errichtete Schutzbauten um den Rhein auf die andere Uferseite abzudrängen. Solche Schutzbauten wurden «Wuhren» genannt und führten oft zu Streitigkeiten zwischen den Dörfern auf beiden Seiten des Rheins. Die Streitigkeiten mussten durch Schiedsgerichte geklärt werden. Es existiert eine grosse Anzahl von Dokumenten, die sich mit diesen Schiedsgerichten beschäftigen. Die Landesherren waren an diesen Streitigkeiten meistens nur am Rande beteiligt. Es waren die Dorfgenossenschaften, die den Bau der «Wuhren» vorantrieben, meistens unkoordiniert und ohne Plan. Die Vorsitzenden der Schiedsgerichte wurden Obmänner genannt. Den Obmann für die Schiedsgerichte stellten die Schweizer Stände, also Zürich, Luzern, Uri oder Schwyz wenn die Landesherren von Vaduz, bzw. Schellenberg oder deren Untertanen Kläger waren. Klagte die eidgenössische oder Bündner Seite, z. B. der Stand Glarus (er war Eigentümer der Grafschaft Werdenberg) dann sollte der Obmann aus den Städten Konstanz, Radolfzell, Feldkirch oder Bregenz kommen. Es gab Dutzende von Schiedsgerichtsverfahren im späten Mittelalter und in der frühen Neuzeit. Streitigkeiten wegen «Wuhren» waren an der Tagesordnung.
Permanente Brücken über den Rhein zwischen dem heutigen Liechtenstein und der Eidgenossenschaft gab es keine. Bis ins 19. Jahrhundert gab es nur eine einzige Brücke über den Rhein, die 1529 errichtete Tardisbrücke bei Malans. Diese wurde aber von den Drei Bünden kontrolliert. Es gab aber Fährverbindungen: Eine zwischen Trübbach und Balzers, eine zwischen Bendern und Haag und eine zwischen Ruggell und Salez. Diese hatten eine grosse wirtschaftliche und verkehrspolitische Bedeutung. Auch bei Niedrigwasser konnte das Rheintal nicht mit Fuhrwerken überquert werden. Der Boden war dazu zu nass und zu wenig belastbar. Auch wurden temporäre Behelfsbrücken errichtet, die im Frühling aber meistens vom Hochwasser wieder weggeschwemmt wurden. Verschiedene Gemeinden besassen Gebiete auf beiden Seiten des Rheins, beziehungsweise auf beiden Seiten des stärksten Rhein-Arms, der offiziell als Anhaltspunkt für die Grenze diente. So gehörten zum Beispiel die linksrheinischen Dörfer Sennwald, Salez und Haag zur Kirchgemeinde in Benders. Nördlich davon umfassten die Reichshöfe Lustenau und Kriessern Gebiete auf beiden Seiten des Rheins. Von vielen wurde der Rhein nicht als Grenze empfunden.
Eine besondere Rolle spielte die Pfarrei Benders. Wie bereits erwähnt umfasste das Gebiet der Kirchgemeinde auch links-rheinische Gebiete. Diese gehörten aber zum Herrschaftsgebiet der Freiherren von Sax als Herrschaft Forstegg. Die Pfarrei Benders war Teil des Klosters St. Luzi in Chur. An diese musste der Zehnte abgeliefert werden. Als die Reformation im Gotteshausbund eingeführt wurde, brachte der Abt des Klosters den Klosterschatz nach Feldkirch in Sicherheit. Der Abt Theodul Schlegel wurde vom Gotteshausbund wegen Hochverrat angeklagt und hingerichtet. Das Kloster wurde unter Zwangsverwaltung der Stadt Chur gestellt. Doch die Mönche von St. Luzi waren weiterhin in Benders aktiv und zogen den Zehnten der Linksrheinischen Gebiete ein. 1529 führte auch Graf Ulrich Philipp von Hohensax in seinem Gebiet die Reformation ein. Er war Bürger der Stadt Zürich und ein Heerführer der Eidgenossen. Während die Dörfer Sennwald und Salez den neuen Glauben annahmen weigerten sich die Kirchleute von Haag diesen anzunehmen und blieben dem alten Glauben treu. Dabei spielte eine Rolle, dass die Haager sich eher den «reichen Kirchgemeinde Benders» zugehörig fühlten als der «armen Kirchgemeinde Salez oder Sennwald». Doch wem stand nun der Zehnte zu, der ja für die geistliche Betreuung der Kirche gedacht war? Dem Gotteshausbund als neuer Herrscher über das Kloster St. Luzi. Der Pfarrei Benders, die sich unter der Kontrolle der ins Exil nach Feldkirch geflüchteten Konventualen des Klosters befand oder den Kirchen von Sennwald und Salez, die sich der Reformation angeschlossen hatten? Am 2. Mai 1542 wurde über diese Frage vor Gericht entschieden. Graf Ulrich Philipp von Hohensax führte den Vorsitz als oberster Gerichtsherr und das Gericht entschied, dass die Kirche in Benders weiterhin Anspruch auf den Zehnten hatte. Damit war die Situation für die Haager komplex. Einerseits bestand eine Kirchpflicht zu Benders anderseits zu Salez. Ein Kompromiss wurde ausgearbeitet. Die betroffenen Familien sollten am Freitag Angehörige zum reformierten Gottesdienst in Salez entsenden und Sonntags zur katholischen Messe nach Benders über den Rhein. Die Situation in Haag führte zu jahrzehntelangen Streitigkeiten. Erst 1637 setzte sich die Reformation in Haag endgültig durch, nachdem das Gebiet bereits 1615 endgültig an den reformierten Stand Zürich gegangen war. Nun bildete der Rhein auch eine Konfessions-Grenze zwischen den reformierten links-rheinischen Gebieten und den katholisch geblieben rechts-rheinischen Gebieten des Fürstentums.
Eine wichtige Frage war die territoriale Klärung. Wem gehörte der Rhein, unabhängig von Nutzungsrechten? Diese Frage wurde durch Schiedsgerichte und Kaufverträgen geklärt. Im Kaufvertrag des Standes Zürich der Herrschaft Sax-Forstegg 1615 wird das östliche Ufer des Rheins als Grenze angegeben. Als der Stand Glarus das Gebiet der Grafen von Werdenberg käuflich erworben wurde auch das östliche Ufer als Grenze angegeben. Die Landvogtei Werdenberg verfügte über das Transportrecht auf dem Rhein. Auch die Landvogtei Sargans, welche die Fähre zwischen Schollberg und Balzers betrieb bestand auf eine Grenze an der rechten Rheinseite. Die Vogtei Sargans war eine gemeine Herrschaft der Alten Eidgenossenschaft. Erst 1848 wurde diese Ansicht revidiert. Seitdem bildet die Rheinmitte die Grenze zwischen Liechtenstein und der Schweiz.

### Kriege
Das 15. Jahrhundert war in Liechtenstein von Kriegen geprägt: dem Appenzellerkrieg (1401–1429), dem Alten Zürcherkrieg (1444–1446) sowie dem Schwabenkrieg (1498–1500). Diese Kriege brachten den Herrschaften und ihren Untertanen viele Zerstörungen, Plündereien und Brände. Die grösste Bedeutung hatte der Schwabenkrieg, da seitdem der Rhein die Staatsgrenze zwischen der Schweizer Eidgenossenschaft und dem Heiligen Römischen Reich Deutscher Nation war. So geriet das spätere Fürstentum Liechtenstein für viele Jahrhunderte in eine Randlage.
Besonders der Schwabenkrieg brachte die Herrscher über Vaduz und Schellenberg in grosse Bedrängnis. Wurden sie doch von den Eidgenossen gefangen genommen und erst nach Ende des Krieges wieder freigelassen. Die ersten Zusammenstösse des Krieges zwischen Eidgenössischen und Habsburger Truppen spielte sich in Balzers und dem südlich gelegenen Maienfeld ab. Die Freiherren von Brandis kontrollierten seit 1438 beide Gebiete. Maienfeld gehörte aber seit 1436 auch dem Zehngerichtebund an und war damit Mitglied der Drei Bünde. Anfang Februar 1499 lagerten die Truppen der Eidgenossen in Sargans, die Truppen des Schwäbischen Bundes in Balzers. Am 6. Februar überschritten Truppen des Urner Hauptmann Heini Wolleb kurzzeitig den Rhein und setzte einige Häuser in Balzers in Brand. Die Landsknechte des Schwäbischen Bundes griffen am folgenden Tag die Stellungen der Bündner am St. Luzisteig an und besetzten Maienfeld. Doch die Bündner gaben sich nicht geschlagen und griffen Maienfeld noch am selben Tag an. Dabei schlugen sie die Schwäbischen Truppen in die Flucht und nahmen den Burgherren Sigmund II. von Brandis gefangen der sich im Gegensatz zu seinem Bruder Ludwig von Brandis weigerte zu flüchten. Nach der Wiedereroberung von Maienfeld stürmten die Bündner die Befestigungen von St. Luzisteig, eroberten Balzers. Am 12. Februar griffen die bei Sargans lagernden Eidgenossen in die Kämpfe ein und schlugen die kaiserlichen, schwäbischen Truppen im Gefecht bei Triesen. Am 13. Februar nahmen die verbündeten Bündner und Eidgenössischen Truppen Vaduz ein und nahmen auch Ludwig von Brandis gefangen. Ludwig von Brandis bot in Verhandlungen 20.000 Gulden für seine Freilassung und für die Unversehrtheit seiner Grafschaft Vaduz. Doch die Verbündeten gingen auf einen solchen Handel nicht ein und verbrachten ihn in der Nacht vom 13. auf den 14. Februar zuerst nach Werdenberg, dann über Rapperswil nach Luzern. Sein Bruder wurde in Chur inhaftiert. Für die Herren von Brandis war der Krieg gelaufen, nicht aber für ihre Untertanen. Die schwäbischen und eidgenössischen Truppen verwüsteten und plünderten die Herrschaften Vaduz und Schellenberg. Am 8. Juli beschäftigte sich die Tagsatzung in Luzern mit den gefangenen Herren. Die Situation war schwierig. Schliesslich waren diese auch Bürger des Standes Bern, und Bern musste für deren Sicherheit sorgen. Die Tagsatzung wollte sie freilassen, aber der in Diensten der Eidgenossen stehende Ulrich von Sax forderte einen Tausch von Ludwig von Brandis gegen den von den kaiserlichen Truppen gefangen genommenen Ammann von Appenzell, Rudolf von Rappenstein, einen Verbündeten des Grafen von Sax. Inzwischen mussten die Untertanen von Schellenberg und Vaduz den Eidgenossen die Treue schwören. Nach dem Frieden von Basel beschloss die Tagsatzung die Freilassung der beiden Brüder und die Wiedereinsetzung in ihre Herrschaftsgebiete Vaduz und Schellenberg. Am 13. Dezember mussten Die Untertanen in Schellenberg und Vaduz den Herren von Brandis wieder die Treue schwören. Durch die Kämpfe war das Land verwüstet und nur wenige Jahre später 1512 wurden die Herrschaften an die Grafen von Sulz aus Rottweil verkauft. Die Schwester von Ludwig Verena von Brandis hatte in die süddeutsche Adelsfamilie eingeheiratet. Verkäufer war der letzte männliche Nachkomme der Brandiser Johannes von Brandis. Kurz nach dem Verkauf starben die Freiherren von Brandis aus. Der Kaufpreis betrug 15.000 Gulden und die Übernahme aller Schulden. Die Situation der Freiherren von Brandis war eine schwierige gewesen. Einerseits waren sie Mitglied des Heiligen Römischen Reichs, anderseits Mitglied der Drei Bünde durch die Herrschaft über Maienfeld. Die Drei Bünde waren ein verbündeter «zugewandter Ort» der Alten Eidgenossenschaft. Sie waren zwischen die Fronten geraten.
Am 2. Mai 1505 unterzeichnete Ludwig von Brandis mit König Maximilian I. den sogenannten «Öffnungsvertrag». Darin verpflichteten sich die Habsburger, gegen eine jährliche Gebühr von 200 Gulden die Festung Vaduz im Kriegsfall zu besetzen. Es handelte sich um ein Verteidigungsbündnis. Die Habsburger übernahmen die Verteidigung der kleinen Landschaften am Alpenrhein.

### Weiterentwicklung im 16. Jahrhundert
Der letzte Freiherr von Brandis verkaufte 1510 die Herrschaften Vaduz und Schellenberg an die Grafen von Sulz (siehe Karl Ludwig zu Sulz), die Liechtenstein bis 1613 von der dazugehörenden Landgrafschaft Klettgau aus regierten. Die katholisch geprägte Grafschaft sorgte dafür, dass die beiden Herrschaften mit der Reformation nicht in Berührung kamen. Die Zeiten unter den Grafen von Sulz galten als friedliche Zeiten. Die Einheimischen beider Herrschaften bekamen Rechte, Gerichte und konnten einen Landammann sowie zwölf Richter bestellen.
1613 verkauften die Grafen von Sulz die Herrschaften Vaduz und Schellenberg an die Grafen von Hohenems, die im Begriff waren, einen Pufferstaat zwischen Österreich und der Schweiz aufzubauen. Von 1646 bis 1654 herrschten die Brüder Karl Friedrich von Hohenems und Franz Wilhelm I von Hohenems gemeinsam über die Grafschaft Hohenems, die Herrschaft Schellenberg und die Grafschaft Vaduz. 1654 beschlossen sie aber eine Landteilung. Karl Friedrich bekam die alleinige Herrschaft über Hohenems, Franz Wilhelm I. die alleinige Herrschaft über Schellenberg und Vaduz. Diese Landteilung führte zu der noch heute bestehenden Grenze zwischen Österreich und Liechtenstein. Franz Wilhelm I. verstarb unerwartet 1662. Das führte dazu, dass Karl Friedrich die beiden Gebiete der Hohenemser noch einmal zusammen mit Franziska Katharina von Hohenzollern-Hechingen, der Frau von Franz Wilhelm I., verwaltete. Am 20. Oktober 1675 übernahm Ferdinand Karl von Hohenems die alleinige Herrschaft über Schellenberg und Vaduz.

### Dreissigjähriger Krieg und Pest
Im 17. Jahrhundert wütete die Pest in den Herrschaften. Auch der Dreissigjährige Krieg forderte Opfer, obwohl die beiden Herrschaften nicht direkt am Krieg beteiligt waren. Die Grafen von Hohenems gerieten zudem in Schulden und mussten daher unter anderem Vaduz und Schellenberg verkaufen.

### Leibeigenschaft, Landschaften und Genossenschaften

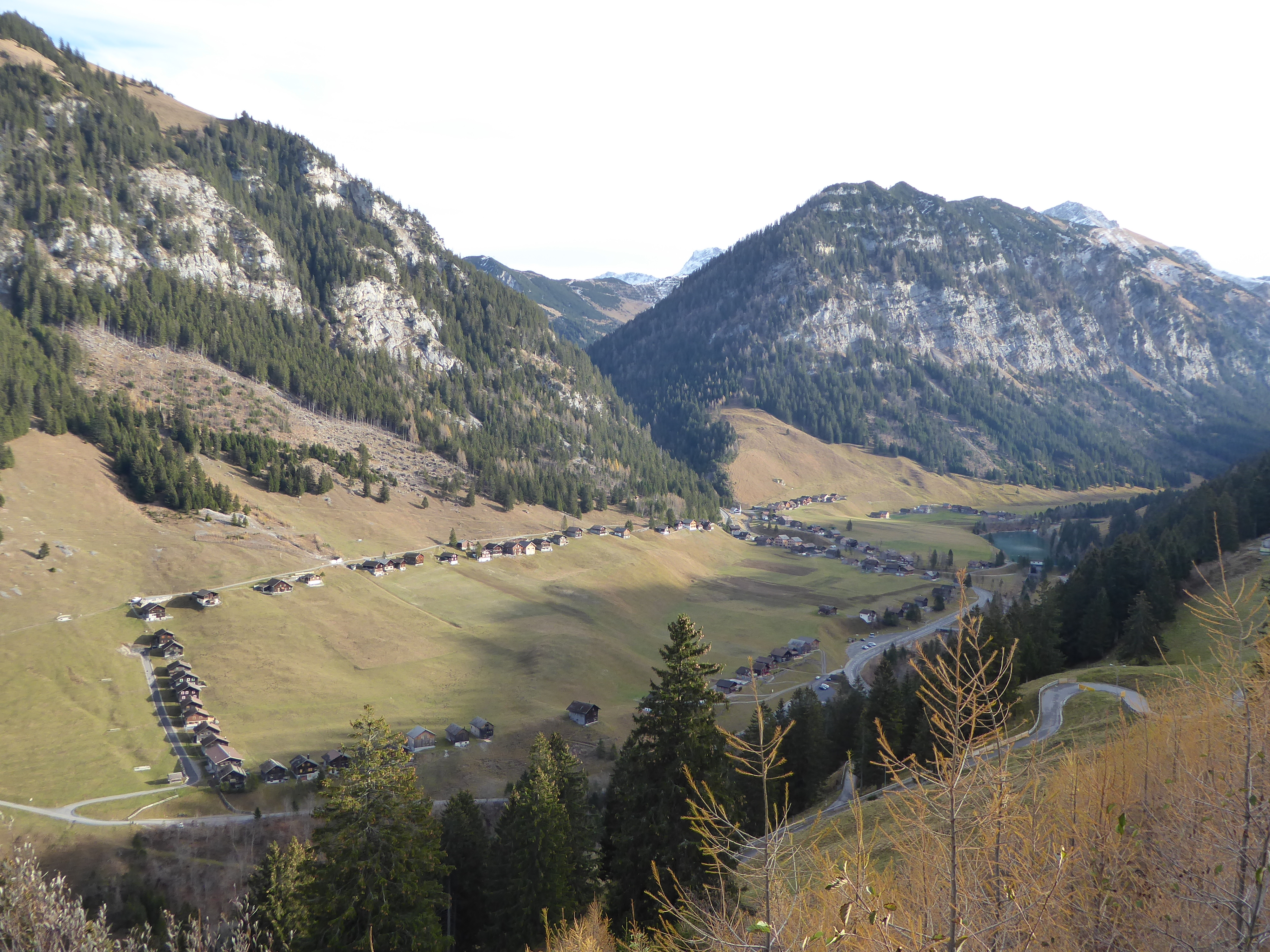
Alpgenossenschaft Gross-Steg. Innerhalb des Häuserrings waren die Grundstücke den Häusern zugeordnet. Ausserhalb war Genossenschaftsgebiet. Heute werden die meisten Gebäude als Wochenendhäuser genutzt.

Alle Bewohner der beiden Territorien waren Leibeigene der Landesherren. Sie waren deren Gerichtsbarkeit in Zivil- wie auch in Strafrechtsfragen unterworfen, hatten Steuern und Abgaben zu zahlen und mussten Frondienste und Militärdienst leisten. Einen Grossteil des Grundbesitzes sicherten sich die Landesherren. Daneben gab es weitere Grundeigentümer wie das Kloster in Pfäfers und das Kloster St. Nicolai in Chur. Die Bewohner hatten den Zehnten an sie zu leisten. Die Leibeigenschaft bestand bis 1808. Die Auswanderung blieb aber bis 1843 verboten. Unbezahlte Frondienste wurden erst 1848 abgeschafft.
Die Untertanen waren aber nicht ganz rechtlos. Im 15. Jahrhundert wurden in beiden Territorien Landschaften gebildet. Solche Landschaften waren auch in Südwest-Deutschland weit verbreitet. Sie vertraten die Untertanen kollektiv gegenüber dem Landesherren. Sie trieben die Steuern ein und erledigten organisatorische und finanzielle Aufgaben. Auch organisierten sie das Militärwesen in Form von Milizen. Und sie kontrollierten das Gerichtswesen mit. Den Vorsitz über eine Landschaft übernahm der Landammann. Er wurde von den männlichen Bürgern alle zwei Jahre gewählt. Das Vorschlagsrecht hatte der Landesherr. Er musste aber mindestens drei Untertanen vorschlagen. Daneben konnten die Bewohner 12 Gerichtsleute wählen.
Die Landschaften hielten Landsgemeinden ab, also Versammlungen, bei denen über wichtige Punkte abgestimmt werden konnte. Die Landschaften vertraten den Untertan beim Landesherren und schlossen mit dem Landesherrn auch Verträge ab. Im Konfliktfall leisteten diese auch Widerstand. 1679 drohten die Landschaften mit einem Aufstand. 1684 klagten die Landschaften, vertreten durch Christoph Anger und Adam Müssner beim Reichshofrat in Wien gegen den Landesherren Ferdinand Karl von Hohenems, und das mit Erfolg: Der Landesherr wurde vom Kaiser abgesetzt, die Herrschaften unter Fremdverwaltung des Fürstabt von Kempten gestellt. Normalerweise musste sich der Landesherr mit seinen Untertanen arrangieren.
Eine besondere Bedeutung hatten die Regalien. Diese hatte König Wenzel den Grafen von Vaduz verliehen. Regalien waren Rechte, die nur dem Landesherrn zustanden. In Vaduz war dies das Recht auf Jagd und Fischerei, Zölle, Bergwerke, Wälder, Gastwirtschaften und der Betrieb von Mühlen. Die Landesherren vergaben befristete Konzessionen und erhoben dafür Gebühren und Steuern.
Neben den Landschaften gab es die Dorfgenossenschaften. Dies waren die Vorgänger der politischen Gemeinden. Die Dorfgenossenschaften regelten die Bewirtschaftung des gemeinsam genutzten Bodens. Grundsätzlich konnten alle der Dorfgenossenschaft angehörigen Familien den gemeinsamen Boden nutzen. Die Familien mussten über ein eigenes Haus verfügen und einen eigenen Haushalt führen. In eine Dorfgenossenschaft musste man sich einkaufen. Über die Aufnahme entschied die Genossenschaftsversammlung. Stimmberechtigt war das Familienoberhaupt. Dabei konnte es sich auch um Frauen, zum Beispiel um Witwen, handeln. Heiratete ein Mitglied eine Frau aus einer anderen Genossenschaft oder aus dem Ausland, so musste er ebenfalls dafür bezahlen. Die Rechte in der Dorfgenossenschaft waren vererbbar.
In den Dörfern war der private Grundbesitz meistens sehr klein. Er umfasste das Haus und einen kleinen Garten. Ab dem 17. Jahrhundert wurden kleinere Gebiete Familien zur privaten Nutzung zugewiesen und in ihr Eigentum übergeben. Oftmals handelte es sich um Gebiete nahe am Rhein, in durch Überflutung gefährdeten Gebieten. Aber auch in der Nähe von Dörfern wurden Grundstücke an Familien vergeben, die sie alleine bewirtschaften konnten. In der Regel hatte jedoch der genossenschaftliche Gedanke Priorität. Anfangs gab es noch keine klar definierten Grenzen zwischen den Dorfgenossenschaften. Im Spätmittelalter mussten diese schriftlich festgelegt werden, da es zu Streitigkeiten zwischen den sich ausdehnenden Dörfern gekommen war.
Von den Gemeindegenossenschaften sind die Alpgenossenschaften zu unterscheiden. Auch in diese musste man sich einkaufen. Die Anteile an diesen waren auch vererbbar. Die Alpgenossenschaften besassen die hoch in den Alpen gelegenen Weideflächen, die nur im Sommer genutzt werden konnten. Im Spätmittelalter kauften die Dorfgenossenschaften fast alle hochgelegenen Alpen-Weiden von den Landesherren ab. Diese besassen aber weiterhin das Obereigentum. Die Liechtensteiner Alpgenossenschaften existieren noch heute.
Auch gab es Rodgenossenschaften. Diese besassen keine Grundstücke, sondern regelten das Fuhrwesen. Da Liechtenstein am internationalen Handelsweg von Lindau nach Mailand lag übernahmen die Bauern, welche über ein Fuhrwerk und ein Zugtier verfügten, den Transport von Waren zwischen Feldkirch und Maienfeld. Ursprünglich gab es nur eine Genossenschaft. Im 18. Jahrhundert entstanden drei. Schellenberg war für den Transport zwischen Feldkirch und Schaan zuständig, Vaduz zwischen Schaan und Balzers, Balzers für den Transport nach Maienfeld. Die Genossenschaften regelten die Vergabe der Aufträge an die einzelnen Bauern. Mit dem Ausbau des Strassennetzes übernahmen professionelle Fuhrunternehmer aus Feldkirch den Transport der Waren, oft illegal. Die Rodgenossenschaften wurden bedeutungslos.

## Herrschaft der Fürsten von Liechtenstein

### Kauf der Herrschaften durch die Fürsten von Liechtenstein

#### Das GeschlechtLiechtenstein
Das Liechtensteinische Fürstenhaus zählt zu den ältesten Adelsfamilien Europas. Um 1136 wird mit Hugo von Liechtenstein erstmals ein Träger dieses Namens erwähnt. Er nannte sich nach der Burg Liechtenstein, die sich südlich von Wien befindet. In der Folge besass die Familie Liechtenstein viele Ländereien in Niederösterreich, Böhmen und Mähren. Dokumentiert ist auch ein Ulrich von Liechtenstein, ein mittelhochdeutscher Dichter im 13. Jahrhundert.

#### Kauf von reichsunmittelbarem Besitz

Liechtenstein war das südlichste Mitglied des Schwäbischen Reichskreises (rot gefärbt)

1608 wurde die Familie Liechtenstein in den Fürstenstand erhoben. Damit sie aber zum Reichsfürstenrat zugelassen werden konnte, benötigte sie reichsunmittelbaren Besitz.
Am 3. April 1691 heiratete Aloisia Josepha von Liechtenstein, die Tochter von Maximilian II. von Liechtenstein, Franz Wilhelm II. von Hohenems, einen kaiserlicher Kämmerer, Oberleutnant und Regimentskommandeur von Kaiser Leopold I. So wurde Fürst Johann Adam Andreas von Liechtenstein auf die Herrschaften Schellenberg und Vaduz aufmerksam. Die Grafen von Hohenems befanden sich damals in einer schwierigen finanziellen und politischen Lage. Gegen den Reichsgrafen Ferdinand Karl von Hohenems war 1681 die Reichsexekution eingeleitet und der Kemptener Fürstabt Rupert mit ihrer Durchführung beauftragt worden. Die Herrschaft Schellenberg und die Grafschaft Vaduz standen daher unter kaiserlicher Verwaltung, nachdem der Graf am 22. Juni 1684 abgesetzt worden war. Der Bruder des 1686 verstorbenen Reichsgrafen Jakob Hannibal III. von Hohenems versuchte vergeblich, seine Ansprüche durchzusetzen und die Verwaltung zu übernehmen. Nach langem und erfolglosem Kampf gegen die kaiserlichen Verwalter verkaufte er die Herrschaft Schellenberg 1699 an den Fürsten von Liechtenstein für 115.000 Gulden und tauschte die Grafschaft Vaduz 1712 gegen Bystré u Poličky ein, eine Stadt im heutigen Tschechien. Da die Grafschaft Vaduz reichsunmittelbar war, das Gebiet um Bystré u Poličky jedoch nicht, erhielt er von den Liechtensteinern 56.000 Gulden. Als Kaufpreis für die Grafschaft Vaduz wurden 290.000 Gulden festgelegt. Besonders Ferdinand Karl von Hohenems war bei der Bevölkerung sehr unbeliebt. Er hatte das Vermögen der Grafen von Hohenems-Vaduz verprasst und sich in Hexenprozessen persönlich bereichert.
Am 5. September 1718 musste die Bevölkerung Fürst Anton Florian in Bendern huldigen. Dieser liess sich durch Hofrat Stephan Christoph Harpprecht vertreten. Am 23. Januar 1719 erhob Kaiser Karl VI. seinem Diener Fürst Anton Florian von Liechtenstein die beiden Herrschaften Vaduz und Schellenberg zu einem Reichsfürstentum mit Namen Liechtenstein. Dieser Tag gilt bis heute als der Geburtstag Liechtensteins. Es ist zudem in der Geschichte eine Seltenheit, dass der Name eines Staates von einem Herrschergeschlecht herrührt. Das Fürstentum Liechtenstein wurde der 343. Mitgliedsstaat des Heiligen Römischen Reiches Deutscher Nation. Liechtenstein war in der Folge das südlichste Mitglied des Schwäbischen Reichskreises.
Obwohl der Fürst von Liechtenstein das Land regierte, kannte er es nicht. Er lebte weiterhin in Wien und liess Liechtenstein durch Landvögte verwalten – im Geiste des Absolutismus, was zu Konflikten mit der Bevölkerung führte.

### Erlangung der Souveränität

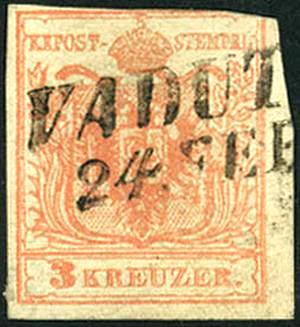
Österreichische 3 Kreuzer Briefmarke abgestempelt am 24. September 1850 in Vaduz

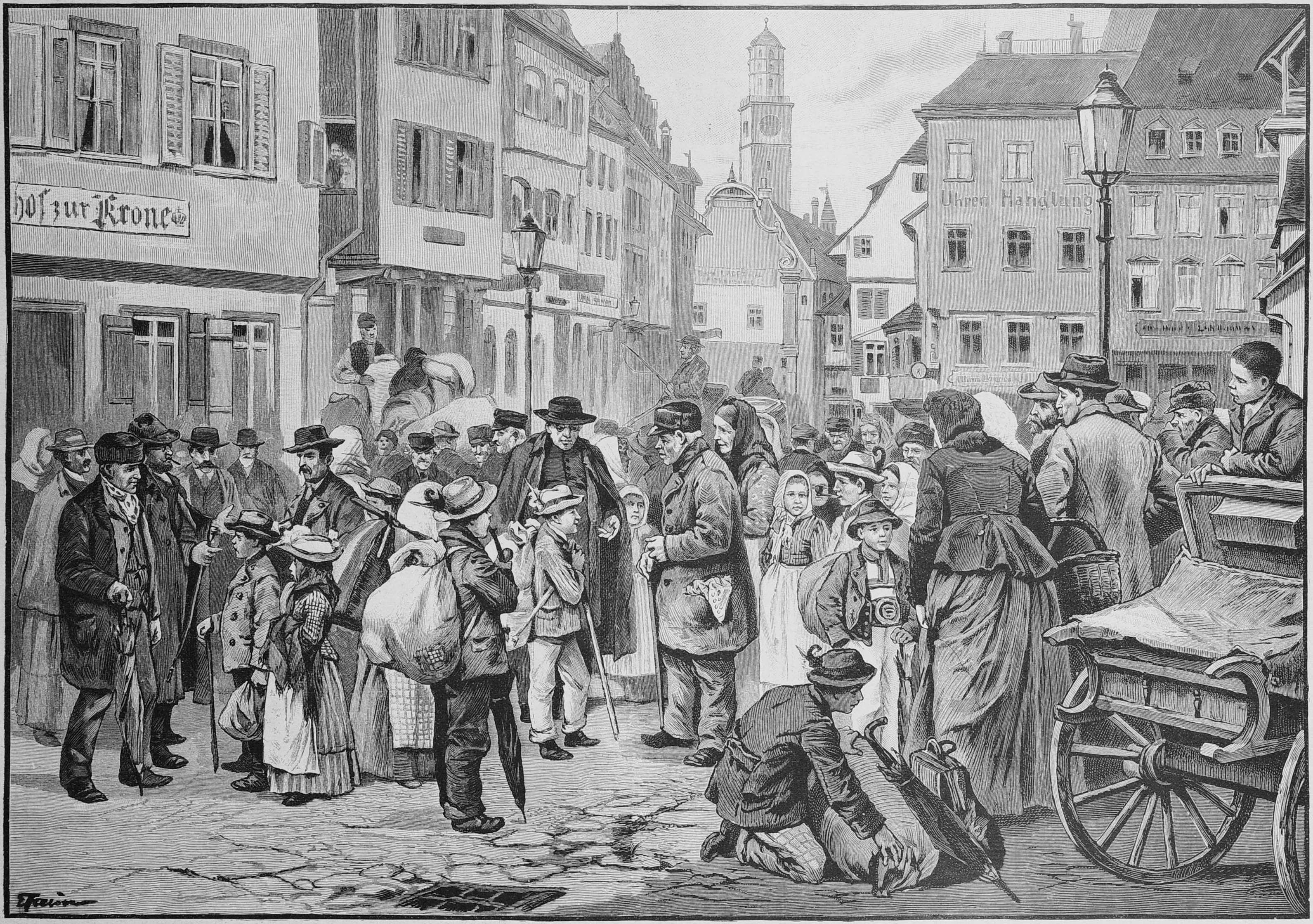
Schwabenkinder in Ravensburg 1895. Auch Liechtensteiner Kinder wurden zum Arbeitseinsatz nach Oberschwaben verschafft. Ihre Arbeitskraft wurde an den höchst-bietenden auf «Kindermärkten» versteigert.

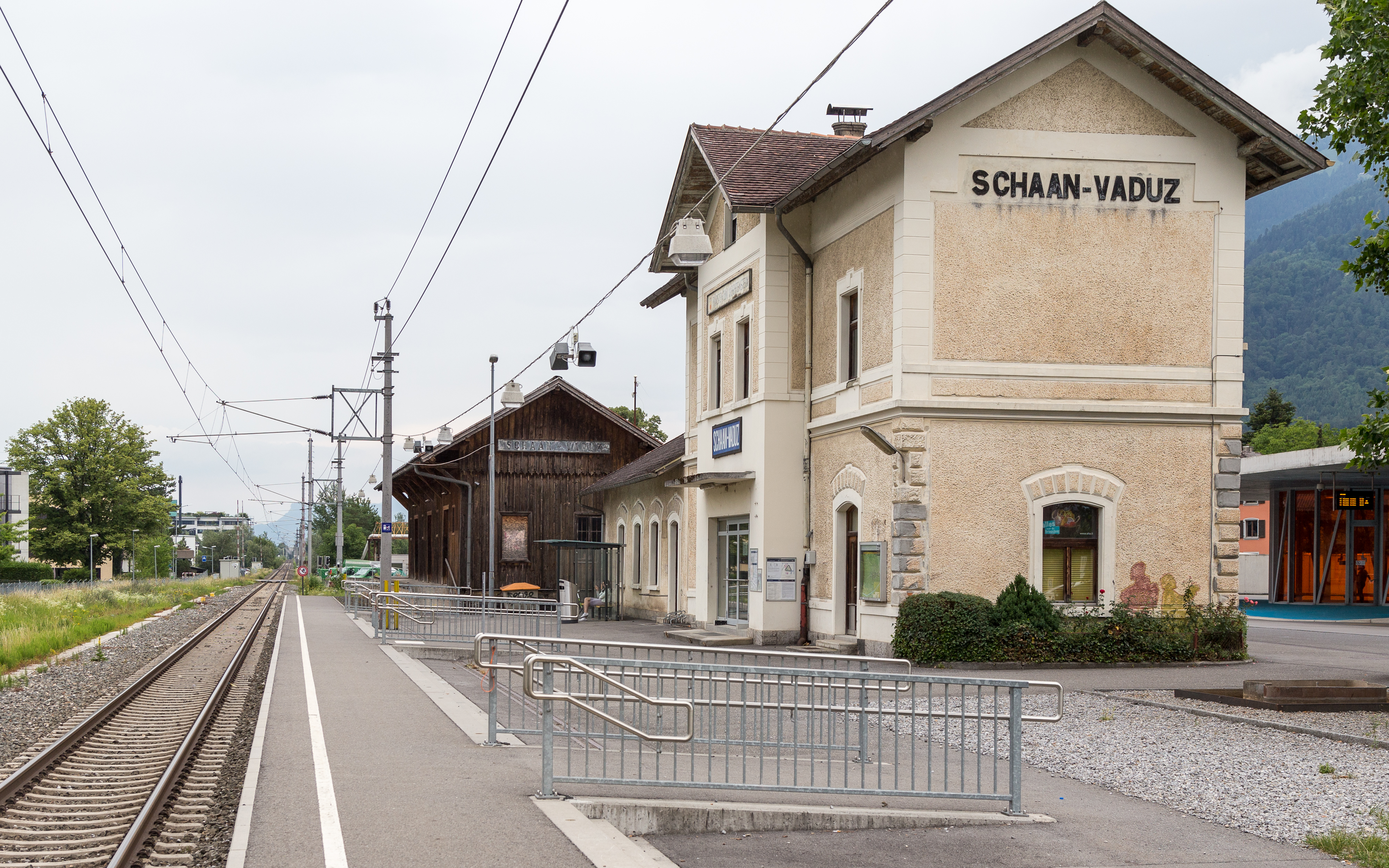
Die Station Schaan-Vaduz an der Bahnstrecke Feldkirch–Buchs, die am 24. Oktober 1872 eröffnet und 1926 elektrifiziert wurde

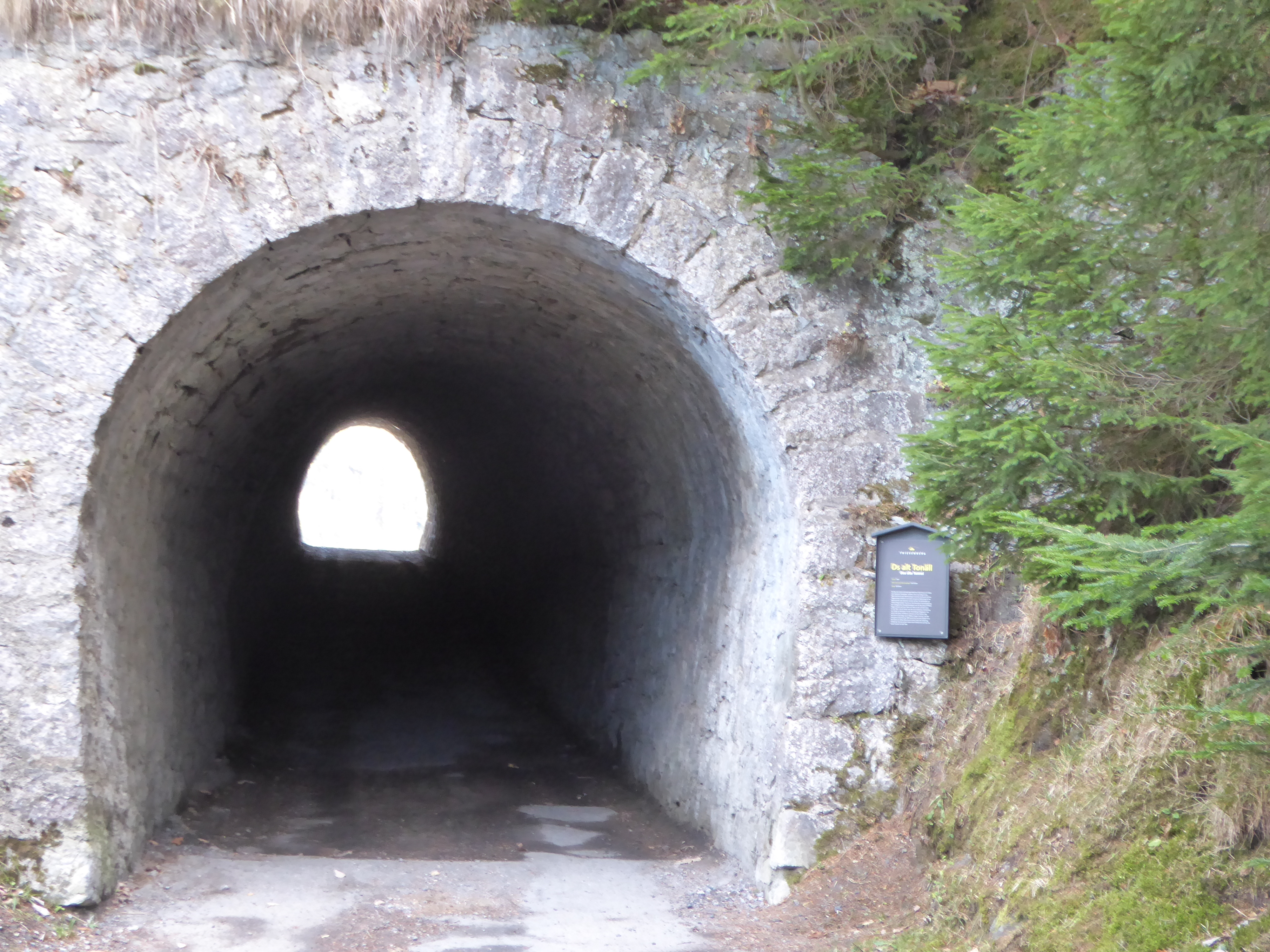
Der 1867 erbaute 48 Meter lange Tunnel war die erste befahrbare Verbindung nach Steg. 1899 wurde die morsche Holzkonstruktion durch ein Mauerwerk ersetzt.

Liechtenstein wurde zum letzten Mal Kriegsschauplatz, als die Franzosen unter Napoleon Bonaparte Liechtenstein 1799 durchquerten, um das nahe gelegene Feldkirch zu belagern. Im März dieses Jahres überquerten 3000 Mann Infanterie, 278 Offiziere und 1613 Kavalleristen der französischen Armee unter General André Masséna den Rhein und quartierten sich in Balzers ein. Am 5. März griffen sie erfolgreich die nahe gelegene Bündner Festung St. Luzisteig von Liechtensteiner Gebiet aus an, die seit Oktober 1798 von österreichischen Truppen unter General Franz Xaver von Auffenberg gehalten wurde. Am 14. Mai 1799 gelang es dem Schweizer General in österreichischen Diensten Friedrich von Hotze, die Festung ebenfalls von Liechtensteiner Gebiet aus wieder zurückzuerobern. Liechtenstein und besonders Balzers litt schwer unter den Einquartierungen von österreichischen, französischen und russischen Truppen. Im Oktober 1799 durchquerte die geschlagene Armee des russischen Generals Alexander Suworow das Land. Die Situation verschlimmerte sich im Jahr 1800 durch die Ausbreitung einer Maul- und Klauenseuche und Dürreperioden.

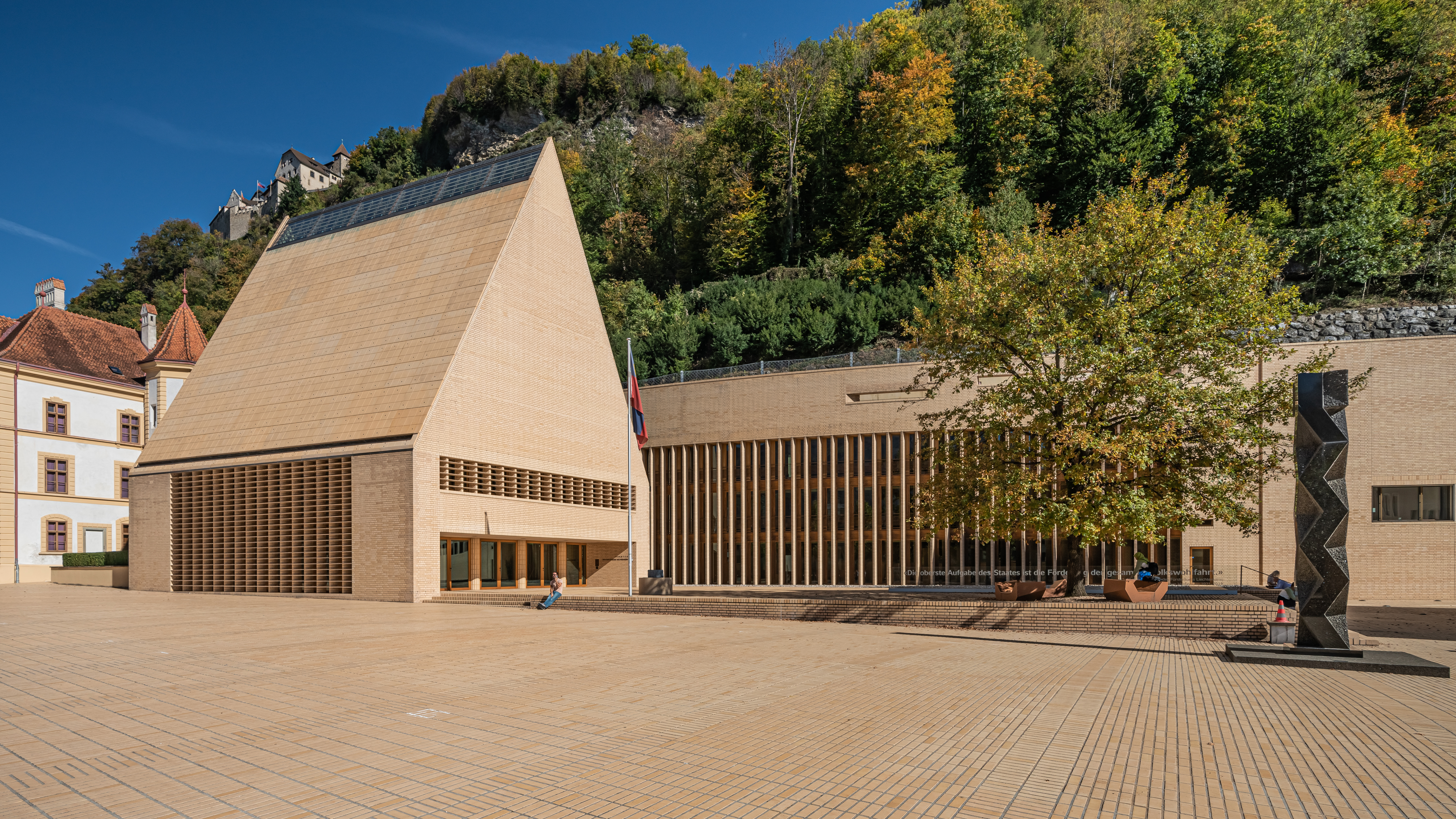
Gebäude des Liechtensteiner Landtags.

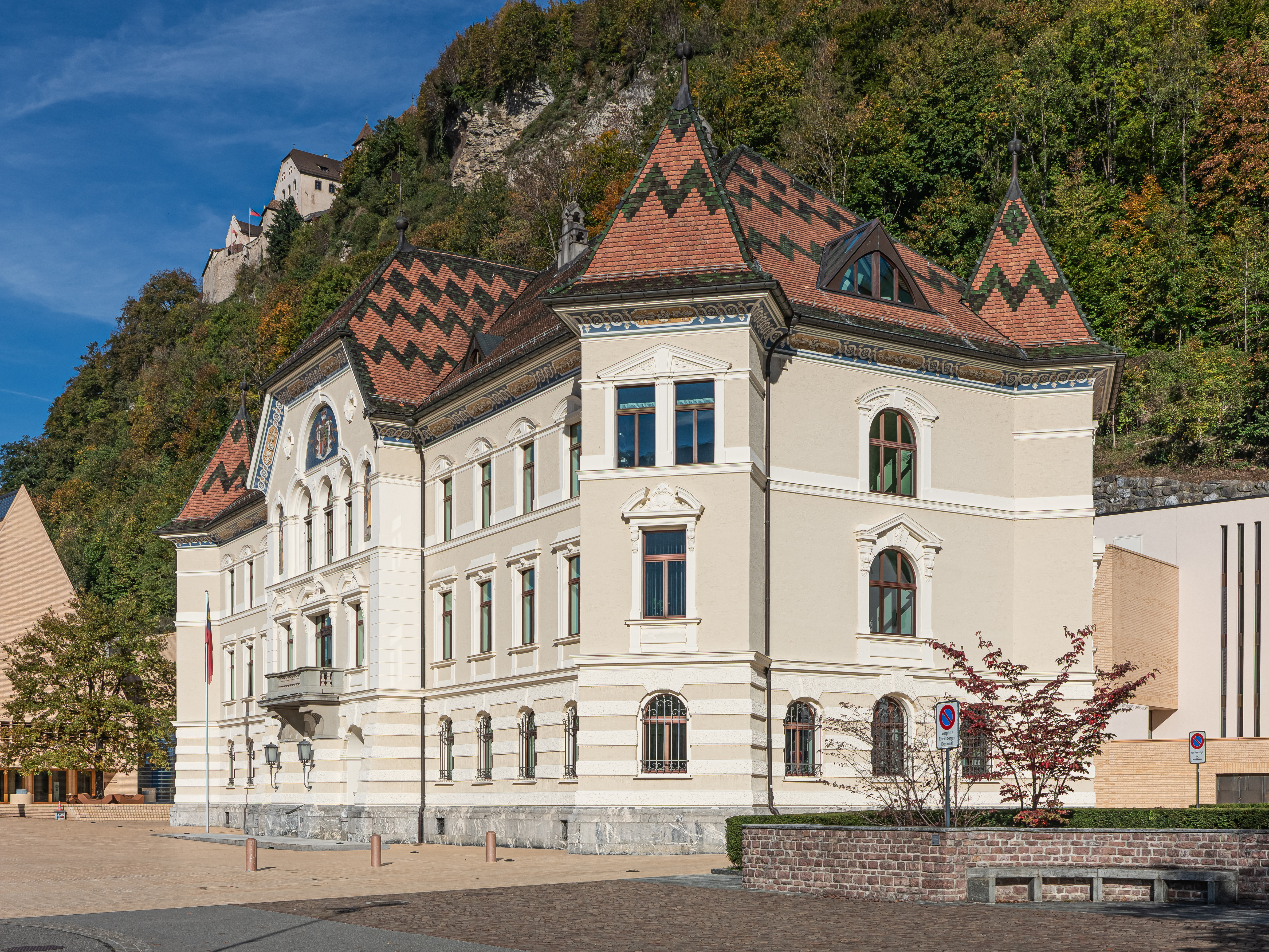
Sitz der Liechtensteiner Regierung

Am 12. Juli 1806 erlangte das Fürstentum seine Souveränität durch die Aufnahme in den Rheinbund, kurz bevor das Heilige Römische Reich deutscher Nation aufgelöst wurde. Es war eine politische Geste Napoleons gegenüber dem regierenden Fürsten Johann I. Josef, der bezüglich der Aufnahme nicht gefragt wurde.
Auf dem Wiener Kongress wurde Liechtenstein ab Februar 1815 durch den reussischen Vizekanzler Georg Walter Vincent von Wiese vertreten. Der Kongress nahm Liechtenstein als selbstständigen Kleinstaat in den Deutschen Bund auf. Liechtenstein wurde damit zum einzigen deutschen Kleinstaat neben Luxemburg, der seine Souveränität bis heute bewahren konnte.
Anfang des 19. Jahrhunderts wurde die wirtschaftliche Isolation Liechtensteins zu einem Nachteil, während sich seine Nachbarstaaten allmählich industrialisierten. Hinderlich wirkten sich auch die hohen Abgabenlasten an den Staat aus. Progressive Reformen wurden vom Fürsten abgelehnt. Im europäischen Revolutionsjahr 1848 drohte auch in Liechtenstein eine Revolution; letztlich aber blieb es beim Absolutismus.
Trotzdem gab es Anfang des 19. Jahrhunderts auch Fortschritte. So wurde 1803 in Liechtenstein die erste Pockenimpfung durchgeführt, 1805 die allgemeine Schulpflicht eingeführt und 1807 eine Steuerordnung erlassen. 1808 wurden in Liechtenstein die politischen Gemeinden im heutigen Sinne geschaffen und die Leibeigenschaft endgültig abgeschafft. 1809 wurde ein Grundbuch eingeführt, 1811 wurde viel Gemeindeland privatisiert. 1812 wurde das Allgemeine Bürgerliche Gesetzbuch Österreichs übernommen. Am 1. September 1817 wurde schliesslich die erste Briefsammelstelle durch die k.k. österreichische Postverwaltung in Balzers eröffnet. Damit war Liechtenstein an das österreichische Postnetz angeschlossen. 1845 folgte eine Briefsammelstelle in Vaduz.
Anderseits wanderten viele Liechtensteiner im 19. Jahrhundert nach Übersee aus. Andere verliessen als Gastarbeiter zeitweilig das Land. Sie arbeiten als Saisonarbeiter und Bauhandwerker im gesamten europäischen Ausland und in Nordafrika. Viele Kinder wurden als Schwabenkinder im Frühjahr bis Herbst nach Süddeutschland verbracht, wo sie als Arbeitskräfte bei den Bauern eingesetzt wurden. Ihre Arbeitskraft wurde auf «Kindermärkten» in Oberschwaben und der Schwäbischen Alb angeboten. Oftmals musste die Frau alleine die Landwirtschaft besorgen, die der Selbstversorgung diente. Liechtenstein galt zum Beginn des 19. Jahrhunderts als Armenhaus. 1848 kam es im Zuge der Deutschen Revolution auch in Liechtenstein zu Unruhen. Im Rahmen dieser Ereignisse entsandte Liechtenstein Abgeordnete in die Frankfurter Nationalversammlung, unter anderem Ludwig Grass und Karl Schädler, später Präsident des ersten Landtags Liechtensteins.

### Aufschwung und Verfassung
Durch einen Zollvertrag mit Österreich-Ungarn 1852 lief die Wirtschaft mit Schwerpunkt auf der Textilindustrie besser. 1858 wurde Johann II. Fürst von Liechtenstein. Er regierte das Fürstentum 71 Jahre lang bis zu seinem Tod 1929. 1861 erhielt Liechtenstein die erste Bank. 1862 trat eine neue konstitutionelle Verfassung in Kraft, die den Landtag als Volksvertretung vorsah. Der Fürst regierte das Land weiterhin, doch der Landtag konnte in der Gesetzgebung nicht mehr übergangen werden. Im gleichen Jahr erschien zudem die erste Zeitung. Nachdem in der Bundesversammlung des Deutschen Bundes die Stimme Liechtensteins für eine Mobilisierung des Bundesheeres gegen Preussen abgegeben wurde, unterstellte Fürst Johann II. am 28. Juni 1866 die Liechtensteiner Truppe in einer Grössenordnung von 80 Mann Österreich. Die Regierung in Vaduz wollte das Liechtensteiner Kontingent aber nur durch Bundesbeschluss verwendet wissen und sandte den Regierungschef Karl Haus von Hausen zur Klärung der Frage nach Frankfurt. Schon am 1. Juli befahl Österreich den Abmarsch der Liechtensteiner für den 7. Juli, was für eine heftige Debatte im Landtag und einen Protest der Abgeordneten gegen den Abmarsch sorgte. Nach Diskussionen zwischen Landtag und Fürst, bei denen Johann II. schliesslich am 25. Juli zusagte, dass die Liechtensteiner Soldaten nicht «gezwungen würden, an einem unsäglichen Bruderkriege thatsächlich teilzunehmen», sondern in Absprache mit dem Kaiser von Österreich dessen Grenze gegen Italien sichern würden, marschierte das Kontingent am 26. Juli ab. Zu den für den 11. August erwarteten Kämpfen mit italienischen Truppen in der Nähe von Bormio kam es aber nicht. Nach sechs Wochen Einsatz kehrten die Soldaten ohne Kampfeinsatz nach Hause zurück.
Nach der Auflösung des Deutschen Bundes im Jahr 1866 wurde 1868 das Militär abgeschafft, das bis dahin eine grosse finanzielle Belastung gewesen war. Ende des 19. Jahrhunderts setzte der Tourismus ein. Die Textilindustrie bot im Wesentlichen Arbeitsplätze für Frauen, jedoch kaum für Männer. Infolgedessen wanderten viele nach Amerika aus. 1870 wurde die Fährverbindung zwischen Balzers und Wartau durch eine Holzbrücke ersetzt. Am 24. Oktober 1872 wurde Liechtenstein schliesslich an das Bahnnetz angebunden, nachdem am 27. August 1870 ein Vertrag zwischen der Schweiz, Österreich-Ungarn, Bayern und Liechtenstein unterzeichnet worden war mit Inhalt eine Bahnstrecke zwischen Feldkirch und Buchs zu errichten. 1864 wurde das Saminatal durch eine Fahrstrasse verkehrstechnisch erschlossen, 1867 ein erster Tunnel auf 1430 Meter Höhe als Scheiteltunnel gebaut. Dadurch konnte Steg, das Saminatal und Malbun touristisch erschlossen werden.

### Erster Weltkrieg und Folgen
Liechtenstein blieb im Ersten Weltkrieg neutral, wurde aber von den wirtschaftlichen Sanktionen gegen Österreich schwer getroffen. Die Textilbetriebe wurden stillgelegt und die Bevölkerung litt an Hunger. Erspartes wurde durch die Inflation wertlos. Der Ruf nach einer demokratischen Verfassung wurde, zuletzt dank der 1918 gegründeten Christlich-Sozialen Volkspartei und der Fortschrittlichen Bürgerpartei, immer grösser. Die Verfassung mit direktdemokratischen Elementen wie Volksinitiative und Referendum wurde 1921 nach Verhandlungen zwischen dem Fürsten und dem Landtag in Kraft gesetzt.

## Partnerschaft mit der Schweiz

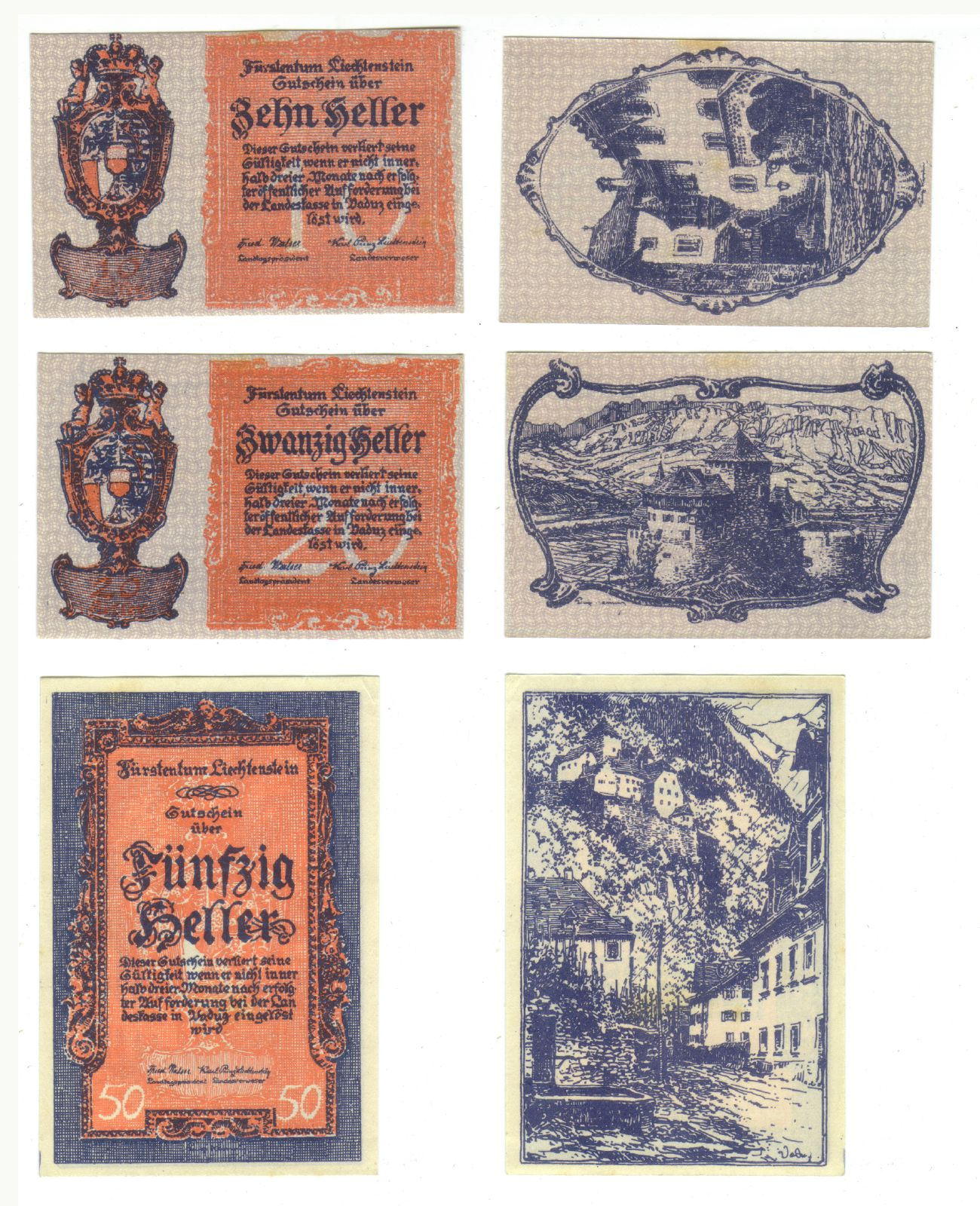
Liechtensteiner Notgeld

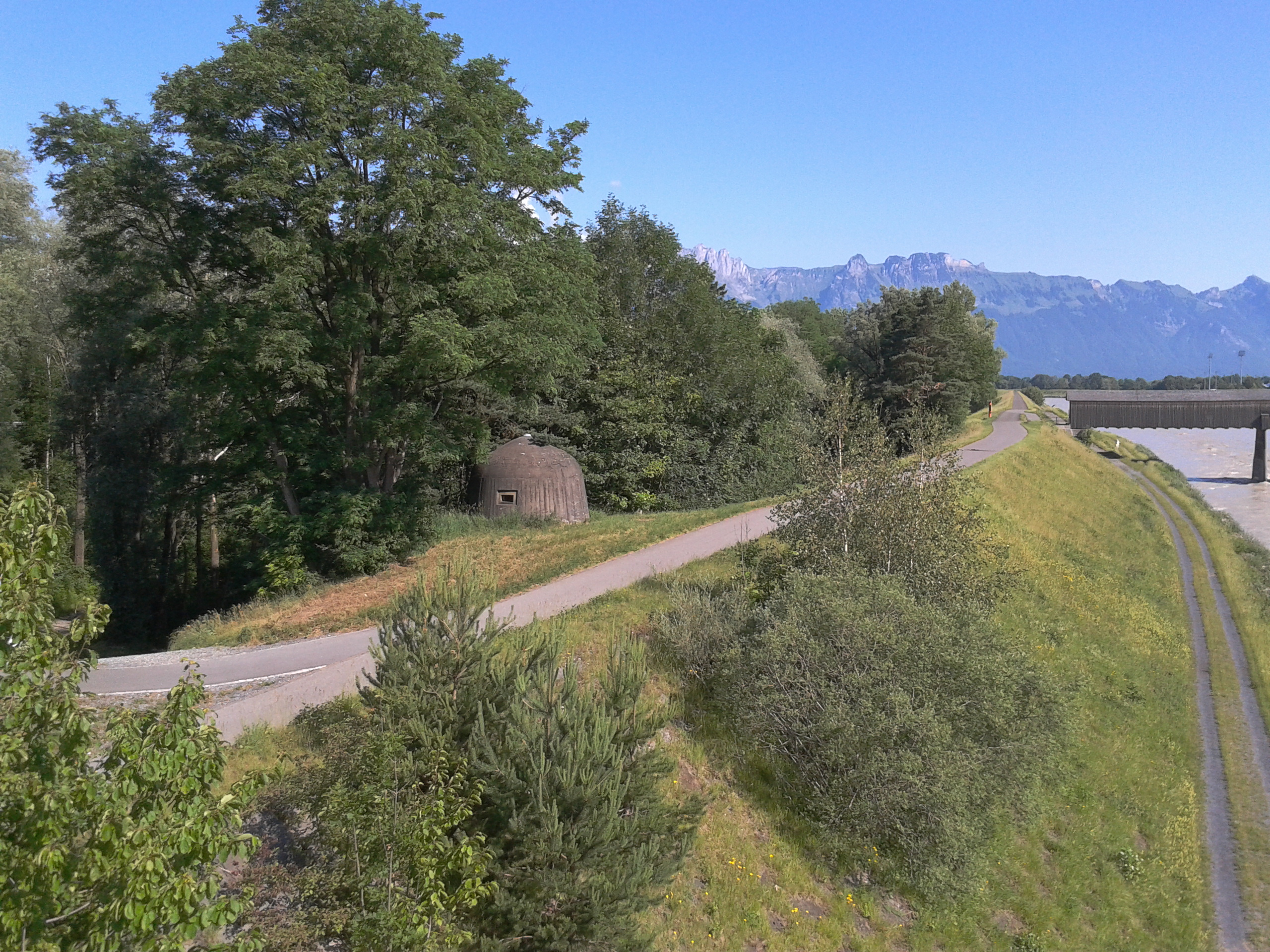
Infanterie-Bunker auf der Schweizer Seite der Grenze zwischen Sevelen und Vaduz

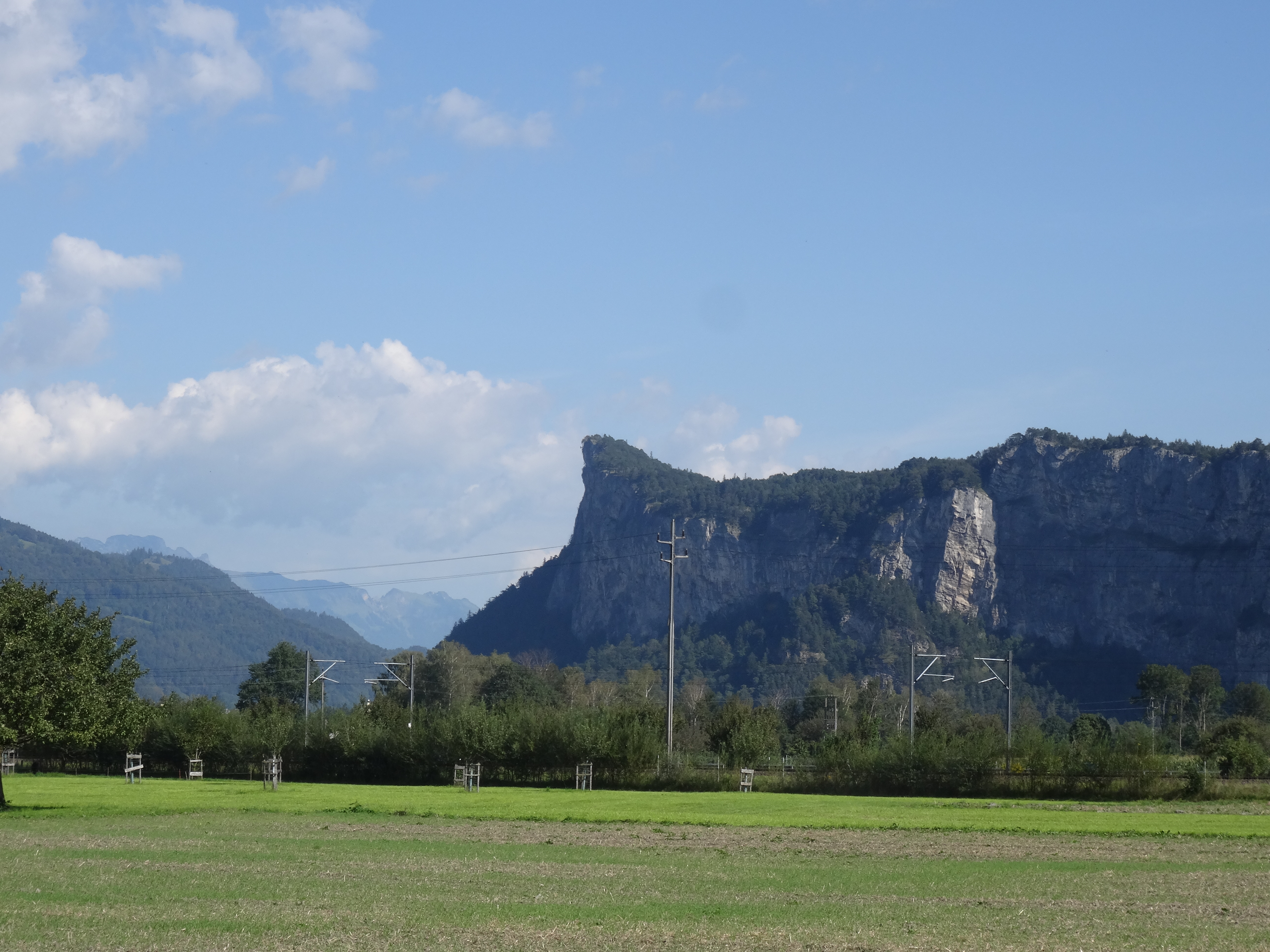
Der markante Gipfel des Ellhorn war das grösste Problem für die Schweizer Armee. Sie wollte das Ellhorn zu einer Festung ausbauen. 1949 wurde der Berg von Liechtenstein an die Schweiz abgetreten.

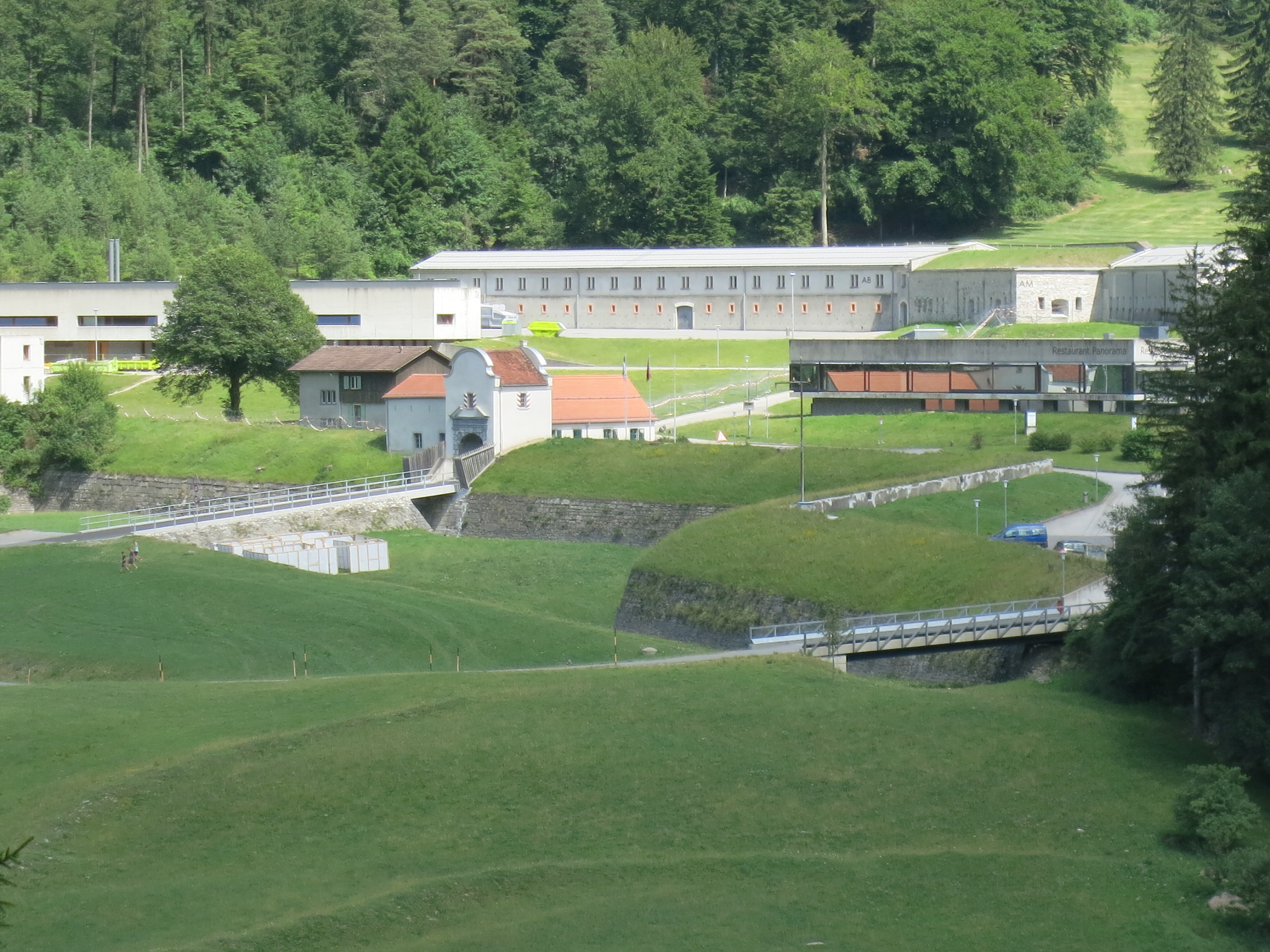
Die Festung St. Luzisteig war über Jahrhunderte der einzige Übergang vom österreichischen Rheintal zu den Alpenübergängen San-Bernardino-Pass und Splügen-Pass und wurde von den Drei Bünden angelegt. Heute wird die Festung von der Schweizer Armee genutzt.

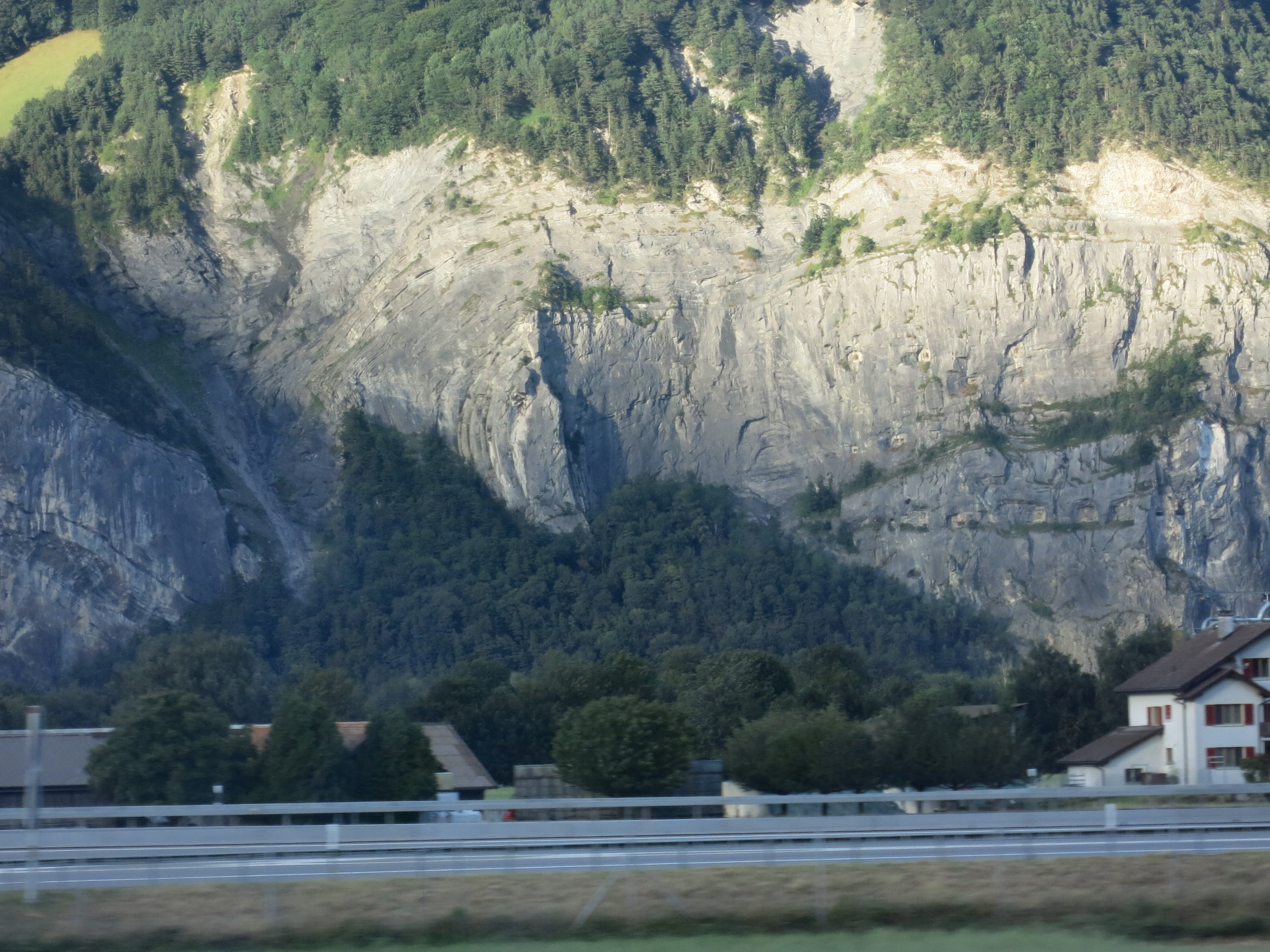
Die Festung im Ellhorn von der Autobahn A13 aus gesehen. Die Öffnungen für die PAK und Schiesscharten für die Maschinengewehre der Festung sind kaum zu erkennen. Die ganze Anlage ist sehr gut getarnt.

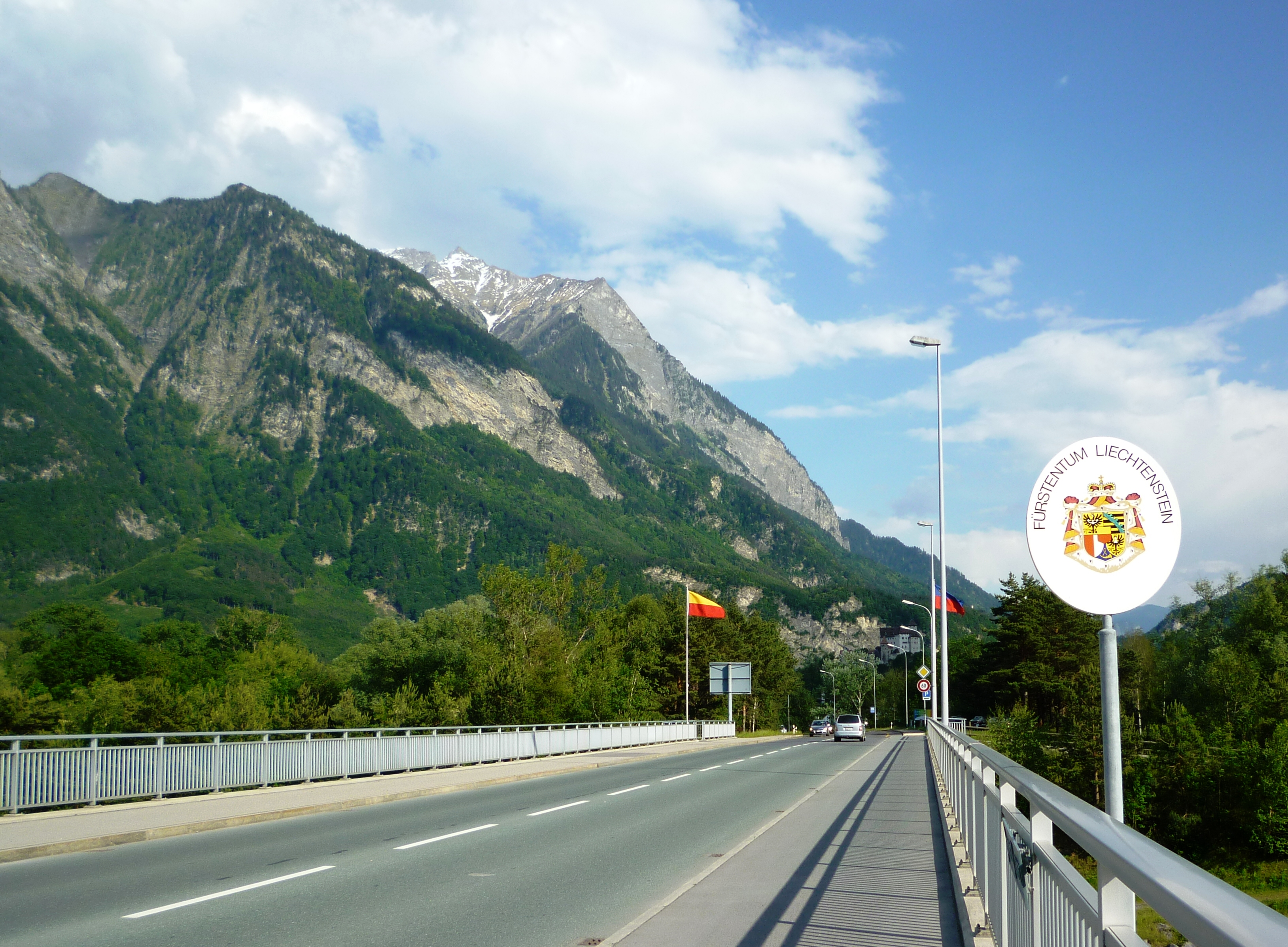
Heutzutage wird die Grenze zwischen Liechtenstein und der Schweiz dank des Zollabkommens nicht mehr überwacht. Beide Länder sind Mitglieder des Schengener Abkommens. Im Bild die Rheinbrücke zwischen Trübbach und Balzers.

Nach dem Zusammenbruch der österreichischen Monarchie wurde 1919 der Zollvertrag gekündigt. 1923 schloss Liechtenstein einen Zollvertrag mit der Schweiz. Das 1919 eingeführte Liechtensteiner Notgeld wurde 1924 zugunsten des Schweizer Franken abgelöst. Die Schweizer Grenzwachtkorps übernahmen die Aufgaben der Liechtensteiner Grenzwache, die Sicherung der Grenzen. In den folgenden Jahrzehnten wurden weitere Verträge mit der Schweiz und ihren Kantonen geschlossen. Dadurch herrscht heute eine enge Partnerschaft zwischen Liechtenstein und der Schweiz. Seit 1923 kann die Grenze zwischen der Schweiz und Liechtenstein frei überschritten werden (Ausnahme Zweiter Weltkrieg).
1929 kam Fürst Franz I. von Liechtenstein nach dem Ableben seines Vorgängers an die Macht. Nach wiederum dessen Tod 1938 übernahm Fürst Franz Josef II. von Liechtenstein das Zepter, ein Patenkind des Kaisers Franz Josef I. Der in der Steiermark geborene Fürst regierte das Land 51 Jahre lang bis zu seinem Tod 1989. Er war der erste Fürst des Geschlechts Liechtenstein, der nicht mehr in Wien, sondern auf Schloss Vaduz in Liechtenstein wohnte. Bis 1938 lebten die Fürsten in Wien und Mähren. Sie hatten wichtige Funktionen im Militärwesen und in der Diplomatie unter der Habsburger-Monarchie inne und verwalteten ihren umfangreichen Besitz in Niederösterreich, Böhmen, Schlesien und Mähren. Am 29. Mai 1939 liess sich Franz Josef II. vom Volk huldigen. Im Rahmen dieser Huldigung gelobte das neue Staatsoberhaupt, das Land gemäss den Gesetzen und der Verfassung zu regieren. Ausserdem gab Franz Josef II. bekannt, seinen Wohnsitz dauerhaft nach Vaduz zu verlegen. An den Feierlichkeiten in Vaduz nahmen über 10.000 Liechtensteiner teil.
Zusätzliche Schweizer Grenzschützer taten an der Grenze zu Österreich Dienst, nachdem Liechtenstein am 11. März 1938 beim Anschluss Österreichs darum gebeten hatte, während die Schweiz zum Schutz der Rheingrenze einige Grenzschutz-Kompanien aufbot. Von 1939 bis 1948 wurde die Grenze von Schweizer Armeeeinheiten bewacht und kontrolliert. Sie konnte nicht mehr frei überschritten werden. Liechtensteiner und Schweizer benötigten einen gültigen Ausweis, Ausländer ein gültiges Visum. Im Falle eines Angriffs auf Liechtenstein hätten sich die Schweizer Grenzwachtkorps, die die Grenze zwischen Liechtenstein und Österreich sicherten, hinter die Liechtenstein–Schweizer Grenze zurückgezogen. Sie hatten kein Mandat von Bern, Liechtenstein zu verteidigen.
Das Verhältnis zwischen der Schweiz und Liechtenstein war nicht ohne Spannungen. Schon 1934 zeigte die Schweiz Interesse, das zur Gemeinde Balzers gehörende Ellhorn käuflich zu erwerben. Die Schweizer Armee bezeichnete das Ellhorn als ihr grösstes Problem. Sie plante das Ellhorn im Rahmen des Sarganser Festungsgürtels mit Bunkern zu befestigen und mit Panzerabwehrwaffen auszurüsten. 1938 scheiterte ein Gebietsabtausch an einem inoffiziellen Veto Deutschlands. Im Auftrag von Aussenminister Joachim von Ribbentrop liess das deutsche Auswärtige Amt im April dem Schweizer Politischen Department mitteilen, dass «Deutschland eine Einbeziehung Liechtensteins in die schweizerische Landesverteidigung als gegen das Reich gerichtete Massnahme betrachten und auch eine Neutralisierung des Fürstentums nicht zustimmen würde». Ein Angebot an die Schweiz, das Gebiet zu verpachten, lehnte die Schweizer Regierung ab. Eine Verpachtung würde der Neutralität der Schweiz zuwiderlaufen. Nach dem Zweiten Weltkrieg unternahm die Schweiz einen neuen Anlauf, das für sie strategisch wichtige Gebiet unter ihre Kontrolle zu bekommen. Dabei drohte sie mit einer einseitigen Kündigung des Zollvertrags. Obwohl die Bevölkerung Balzers einen Gebietsabtausch in einer nichtbindenden Abstimmung am 21. November 1948 mit 304 zu 4 Stimmen abgelehnt hatte, stimmte der Liechtensteiner Landtag mit 10 zu 5 Stimmen einem Abkommen mit der Schweiz über das Ellhorn zu. Die Gemeinde Balzers erhielt am 15. August 1949 im Rahmen des Landabtauschs 450.000 Quadratmeter Land von der Gemeinde Fläsch im Bereich der Mälsner Allmein und im Fläscher Riet zugesprochen. Zudem erliess die Schweiz Liechtenstein Schulden in Höhe von 1.800.000 Franken und bezahlte der Gemeinde Balzers zusätzlich eine Entschädigung von 412.000 Franken. Die Schweiz erhielt dafür das Ellhorn, das sofort mit einem Infanteriebunker (A 6229)⊙ und einer Kampfkaverne (A 6224)⊙ befestigt wurde. Von 1940 bis 1985 unterhielt die Schweizer Armee östlich des Ellhorns das Artilleriewerk Tschingel, das taktisch zur Festung Magletsch bei Sargans gehörte.
Probleme bereitete auch der Übungsbetrieb der Schweizer Armee auf dem Waffenplatz Festung St. Luzisteig. Die nahe gelegene Liechtensteiner Gemeinde Balzers beschwerte sich immer wieder über die Lärmbelästigung. Es kam immer wieder zu grösseren Waldbränden, besonders in Wäldern der Gemeinde Balzers auf Schweizer Gebiet. Balzers besitzt grössere Waldgebiete westlich des Übungsplatzes auf dem Gebiet der Graubündner Gemeinde Fläsch. Bei Waldbränden 1960 und 1985 gingen durch Schiessübungen grosse Teile von Balzers Waldbesitz in Flammen auf, da die Verantwortlichen den Wind falsch eingeschätzt hatten. Am 5. Dezember 1985 mussten 1.000 Feuerwehrmänner die entstandenen Waldbrände bekämpfen, die vom Föhn angefacht worden waren. Das Feuer drang bis 30 Meter an das Dorf Balzers vor. 100 Hektar Fichten- und Föhrenwald wurden vernichtet. Der Wald wurde auf Kosten der Schweizer Armee wieder komplett aufgeforstet. Balzers konnte sich aber nie mit der Forderung eines kompletten Schiessverbots auf dem Waffenplatz durchsetzen.
Am 2. März 2007 kam es zu einem erwähnenswerten Vorfall. 170 schwer bewaffnete Soldaten der Schweizer (andere Quelle berichten von 400 Soldaten) marschierten mehrere Kilometer in Liechtensteiner Gebiet ein. Die Schweizer hätten sich schlicht in der Dunkelheit verlaufen. Ein schwerwiegenderer Zwischenfall hatte sich im Herbst 1968 ereignet. Damals feuerten Artillerieverbände des Sarganser Festungsgürtels aufgrund einer technischen Störung fünf Übungsgranaten auf das Gebiet von Liechtenstein ab. Die Granaten explodierten im Ortsteil Malbun der Liechtensteiner Gemeinde Triesenberg. Anderseits hilft die Schweizer Armee den Liechtensteiner Behörden. So fand eine grossangelegte Übung der Schweizer Armee im Juni 2013 in Liechtenstein statt. In der Übung «Kombi 13» wurde ein Jahrhunderthochwasser in der Gemeinde Ruggell simuliert. An der Übung nahmen über 1000 Soldaten der Territorialregion 4 teil. Rechtlich basierte die Übung «Kombi 13» auf dem Abkommen über gegenseitige Hilfeleistungen bei Katastrophen oder schweren Unglücksfällen, das Liechtenstein mit der Schweiz abgeschlossen hatte. Eine ähnliche Übung fand 2018 statt.
Nachdem die Integration von Liechtenstein in die schweizerische Landesverteidigung 1938 am deutschen Veto gescheitert war, versuchte die Schweiz Liechtenstein auf anderen Gebieten zuvorzukommen. Abgesehen von «volksdeutsch orientierten Kreisen» wünschten sich die meisten Liechtensteiner eine nähere Anlehnung an die Schweiz. Die bisherige Anbindung war eher einseitig. Schweizer Firmen, Gewerbetreibende und Fuhrunternehmer konnten problemlos in Liechtenstein Geschäfte machen. Dasselbe galt aber nicht für Liechtensteiner Unternehmen. Auch hatten Liechtensteiner Arbeitnehmer wenig Zugang zum Schweizer Arbeitsmarkt. Und dieser Zugang war Anfang 1938 noch einmal verschärft worden. Viele betrachteten die Beschränkungen der Schweiz für eine der Ursachen, dass «volksdeutsch orientierte Kreise» Zulauf unter den Liechtensteinern bekamen. Am 9. Mai 1938 gab das Eidgenössische Politische Department bekannt, dass die Kantone St. Gallen, Thurgau, Zürich und Graubünden Liechtensteiner Arbeitslose bevorzugt beschäftigen würden. Am 28. Juni willigte die Schweiz ein, in der Schweiz wohnenden Liechtensteinern die gleichen Sozialrechte zuzugestehen wie Schweizer Arbeitnehmern. 1939 konnte Liechtenstein erstmals an der Schweizerischen Landesausstellung teilnehmen. Der 16. Juli 1939 wurde zum «Liechtenstein Tag» erklärt.
Nach der Unterzeichnung des Schweizerisch-Liechtensteinischen Postvertrags war die Schweizer PTT für die Ausstellung von Rundfunk-Sender-Konzessionen zuständig. Diese wollte keine privaten, reklame-finanzierten Radiosender. Die Liechtensteiner Regierung wünschte aber, eine Lizenz für einen solchen Sender zu vergeben. Ein leistungsstarker Mittelwellensender würde der Regierung zwischen 200.000 und 300.000 Franken Jahreseinkommen bescheren. Nach jahrelangen ergebnislosen Verhandlungen willigte Bern nach dem Anschluss Österreichs am 16. März 1938 ein, einen Liechtensteiner Sender zu genehmigen. Die Konzession erhielt ein Englisches Unternehmen, die «Roditi International Cooperation», die dem britischen Juden William Kenmore gehörte. Der Sender mit Namen «Radio Liechtenstein» ging im September 1938 auf Sendung und sendete bis September 1939. Nach Ausbruch des Krieges wurden die Sendungen aufgrund des Druckes aus Deutschland eingestellt. Es hatte mit der Bombardierung des in jüdischem Besitz befindlichen Senders gedroht. Er wurde als «britisch-jüdischer Feindsender» bezeichnet, obwohl die Sendeleitung sich größte Mühe gab, die Deutschen nicht zu provozieren.
Nach dem österreichischen Anschluss war die Liechtensteiner Sparkasse in eine Schieflage geraten. Investoren zogen ihr Geld ab und investierten es stattdessen bei Schweizer Banken. Am 12. Dezember gewährte der Bundesrat einen Kredit von 2 Millionen Franken zur Rettung der Liechtensteiner Bank. Weitere Annäherungen und Gleichstellungen wurden von Schweizer Seite nur zögerlich umgesetzt. Die Liechtensteiner Grenze war nur 2,5 Kilometer vom Sarganser Bahnhof entfernt. Die Schweizer benötigten ein Druckmittel, um das Ellhorn zu bekommen.
Für Spannungen mit der Schweiz sorgte auch die Einbürgerungspolitik Liechtensteins. Liechtenstein gewährte wohlhabenden Ausländern die Staatsbürgerschaft gegen Zahlung von hohen Gebühren. Zwar wurde 1934 eine dreijährige Residenzpflicht vorgeschrieben, Ausnahmen wurden jedoch zugelassen, und diese Ausnahmen wurden zur Regel. Dies kritisierte die Schweiz und nannte das Verfahren «Schwindel». Bis 1939 bestimmte die Bürgerversammlung der Gemeinde, bei welcher der Antrag gestellt wurde, über die Einbürgerung. Danach musste der Antrag dem Landtag und der Regierung zur «Vorprüfung» vorgelegt werden.
Einen grossen Teil der Eingebürgerten stellten deutsche und österreichische Juden. Im ganzen Jahr 1939 wurden 48 Personen eingebürgert. Die Kosten waren enorm. Anfang 1939 bezahlte ein Antragsteller für sich und seine drei Kinder 132.500 Franken Gebühren und musste bei der Sparkasse eine Kaution von 30.000 Franken hinterlegen. Am 5. Juli 1939 begründete die Regierung die Einbürgerungspraxis gegenüber dem Eidgenössischen Politischen Department schriftlich. Gemeinden und Regierung benötigten schlicht die Einnahmen aus den Gebühren. Immerhin wurden 40 % der Einnahmen der Landesregierung durch solche Abgaben erzielt. Ein Kompromiss wurde vereinbart. Neueingebürgerten Juden konnte die Einreise in die Schweiz verweigert werden, und diese hatten auch keinen Anspruch auf Vertretung durch die Schweizer Botschaften. Die Eingebürgerten waren damit «Bürger Zweiter Klasse».
Auch der Besuch des Fürsten Franz Josef II. am 2. März 1939 in Berlin sorgte für Spannungen mit der Eidgenossenschaft. Der Besuch wurde vom Fürstenhaus und der Regierung ohne offizielle Beteiligung der Schweizer Botschaft in Berlin durchgeführt. Nach Verträgen vertrat die Schweiz Liechtenstein im Ausland. Franz Josef II. wollte bereits im April 1938 Berlin einen offiziellen Besuch abstatten. Doch die deutsche Seite zeigte wenig Interesse an einem Treffen zwischen dem Führer Adolf Hitler und dem Kronprinzen. Erst als Franz Josef II. offiziell Fürst von Liechtenstein geworden war, konnte sich die deutsche Regierung einem Besuch eines Landesoberhauptes nicht mehr verweigern. Am Mittwoch, dem 1. März 1939, bestiegen der Fürst, der Regierungschef Hoop und sein Stellvertreter Vogt mit einigen Sekretären einen deutschen Salonwagen in Feldkirch. Über München und Prag fuhren sie nach Berlin. Um 12.30 Uhr kam es zu einem offiziellen Empfang in der Neuen Reichskanzlei. Über das Treffen ist wenig bekannt. Offizielle Unterlagen existieren nicht. Hitler schien kein grosses Interesse an Liechtenstein gezeigt zu haben. Wichtige Themen wie die Ellhornfrage, die Annäherung von Liechtenstein an die Schweiz und der Grundbesitz der Fürstenhauses in Österreich und in Tschechien wurden anscheinend nicht besprochen. Auch die Volksdeutsche Bewegung in Liechtenstein und die Forderung eines Anschlusses Liechtensteins an das Deutsche Reich wurden anscheinend nicht angesprochen. Hitler referierte offenbar nur über die «Judenfrage». Ohne konkrete Ergebnisse reiste die Liechtensteiner Delegation am 4. März 1939 wieder ab. Kurz nach dem Besuch regte der teilnehmende Kabinettssekretär Rupert Ritter die Schaffung einer eigenen Liechtensteiner Gesandtschaft in Berlin an. Die Idee wurde aber schnell verworfen. Die Schweiz erfuhr nichts von dieser Idee.
Die nächsten Landtagswahlen waren für das Jahr 1940 geplant. 1938 hatten die beiden grossen Liechtensteiner Parteien, die Fortschrittliche Bürgerpartei in Liechtenstein FBP und die Vaterländische Union VU, einen Parteifrieden beschlossen. Die Politiker beider Parteien wollten ein Erstarken der nationalsozialistischen Volksdeutschen Bewegung in Liechtenstein (VDBL) verhindern. Sie beschlossen, bei der nächsten Wahl mit einer gemeinsamen Liste anzutreten. Die FBP hatte 8 Sitze auf der Liste, die VU 7. Die Liste ermöglichte eine stille Wahl. Wenn eine Liste mehr als 80 % der Stimmen der letzten Wahl auf sich vereinte, dann konnte eine stille Wahl durchgeführt werden, auch wenn andere Parteien weitere Listen zur Wahl einreichten, legte das damalige Wahlgesetz fest. Auf Antrag der beiden Parteien löste der Fürst am 11. März 1939 das Parlament auf und ordnete Neuwahlen an. Die FBP und die VU reichten am 17. März 1939 ihre gemeinsame Liste ein. Gegen die stille Wahl war ein Referendum innerhalb von zwei Wochen möglich. Dazu wurden 400 Unterschriften benötigt. Doch für die VDBL war es unmöglich, innerhalb der kurzen Zeit eine eigene Liste einzureichen bzw. die Unterschriften beizubringen. Zwar wohnten etwa 1400 Volksdeutsche im Fürstentum und etwa 700 sympathisierten mit der VDBL, aber nicht alle hatten das Bürgerrecht oder wollten durch ihre Unterschrift anzeigen, dass sie mit den Nationalsozialisten sympathisierten. Die VU war der grosse Gewinner dieser stillen Wahl. Die deutschfreundliche Partei stellte nach der letzten Wahl 4 Landtagsabgeordnete, nach der stillen Wahl 7. Am 6. April erklärte der Fürst den neuen Landtag für gewählt, ohne dass eine Wahl stattgefunden hatte. Die stille Wahl war einer der Gründe für den Putschversuch der VDBL in dieser Zeit.
Am 24. März 1939 versuchte die VDBL, einen Putsch anzuzetteln, der jedoch scheiterte. In der Literatur wird er als «Anschlussputsch» bezeichnet, da die Putschisten forderten, «Lostrennung unseres Landes von dem unmöglich gewordenen Schweizer-Wirtschaftskörper und Anschluss an den reichsdeutschen Wirtschaftsraum» und «die restlose Befreiung unseres Landes von den Juden». Führer des Putschversuches waren der Schaaner Ingenieur Theodor Schädler, Betriebsleiter der Lawenakraftwerke, und Hubert Hoch, Buchhalter der Kraftwerke. Der Putsch wurde zusammen mit den Nationalsozialisten in Feldkirch geplant. Eine 200-300 Mann starke Gruppe der VDBL sollte einen «Rummel» in Vaduz durch eine grosse Demonstration auslösen. Dabei sollten Zusammenstösse mit NS-Gegnern provoziert werden. Die sicherlich in Bedrängnis geratenen Mitglieder des VDBL würden dann einen «Hilferuf» an die SA und das NSKK in Feldkirch senden, die dann im Nachbarland einmarschieren würden. Die SA würde die Regierung in Vaduz festsetzen, sprich verhaften. Das Ergebnis wäre ein Totalanschluss an das Grossdeutsche Reich gewesen. Dies war den Putschisten klar. Inwiefern höhere SA, SS und Gestapo Stellen in Österreich in diesen Plan involviert waren, lässt sich nicht mit Sicherheit sagen. Möglicherweise waren Franz Hofer, der Gauleiter von Vorarlberg-Tirol, und die mittlere Führung der Gestapo in Vorarlberg von diesen Plänen informiert. Mit Sicherheit ist auszuschliessen, dass Adolf Hitler oder die Führung in Berlin von diesem Plan wussten.
Ursprünglich war der Putsch für Mittwoch, den 22. März 1939, geplant. In Feldkirch standen 600 Mann bewaffnete SA und NSKK Bewaffnete bereit, in Liechtenstein einzumarschieren. Doch die VDBL zögerte, den Plan umzusetzen. In Nendeln, Schaan und Triesen trafen sich die VDBL-Aktivisten zu Versammlungen, um den Plan zu besprechen und Details abzustimmen. Als neuer Termin wurde der späte Abend des Freitags festgelegt. Der Termin schien günstig zu sein, war der Prinz doch in Zürich wegen eines Magenleidens im Krankenhaus und der Regierungsvorsitzende Josef Hoop bei einem Urlaub in Lugano im Tessin. Die Verschiebung des Termins und die Versammlungen führten dazu, dass das «Überraschungsmoment» verloren ging. Der Aufmarsch der SA und NSKK in Feldkirch war nicht unbemerkt geblieben. Angestellte der Deutschen Reichsbahn meldeten den geplanten «Überraschungsangriff» an Schweizer Behörden in St. Margrethen. Auch der Stellvertreter des Regierungschefs Alois Vogt wurde informiert, der gerade von einem weiteren Besuch aus Deutschland und Basel zurückgekehrt war. Am Freitagmorgen trafen sich hochrangige Regierungsvertreter in Vaduz im Regierungsgebäude. Sie forderten Vogt auf, sofort nach Feldkirch zu reisen, um sich mit dem Bezirkshauptmann Ignaz Tschofen zu treffen. Tschofen stellte sich erst uninformiert. Er wüsste nichts von Plänen, in Liechtenstein einzumarschieren. Vogt drohte Tschofen mit persönlichen Konsequenzen. Er hätte vom Führer persönlich die Zusage, dass Liechtenstein unabhängig bleiben sollte. Der Führer hätte ihm sein Wort gegeben. Danach gab Tschofen zu, von Plänen zu wissen, die aber keinen offiziellen Charakter hätten. Es würde sich um «private Eigenmächtigkeiten» handeln. Vogt rang Tschofen ein Versprechen ab, alles zu unternehmen, den Plan des NSKK und der SA zu verhindern. Am Freitagabend trafen sich die VDBL-Aktivisten in weiteren Versammlungen, um den Putsch durchzuführen. Vogt liess den Anführer des Putsches Theodor Schädler in das Regierungsgebäude kommen und erklärte ihm, dass die Vorarlberger den Plan nicht mehr unterstützen würden. Der VDBL würde alleine dastehen und er, Vogt, würde nicht zögern, die Polizei und die Schweizer Grenzwachtkorps anzuweisen, auf die Demonstranten zu schiessen. Inzwischen belagerten Gegendemonstranten die Versammlung der VDBL in Schaan. Gegendemonstranten und Polizei verhinderten einen Abmarsch der VDBL Demonstranten. In Triesen und Nendeln waren die Demonstranten Richtung Vaduz marschiert, begleitet von wütenden Gegendemonstranten. Besonders der Liechtensteiner Regierungsrat Anton Frommelt von der FBP versuchte, die Demonstranten zur Umkehr zu bewegen. Um 22.00 Uhr hatten sich auch Teile der in Feldkirch in Alarmbereitschaft befindlichen NSKK, HJ und SA Einheiten Richtung Grenze in Bewegung gesetzt. An der Grenze wurden sie aber von NSDAP-Funktionären empfangen, um sie vom Grenzübertritt abzuhalten. Bern hatte beim Auswärtigen Amt in Berlin interveniert. Um 22.30 Uhr erfuhren die VDBL-Führer, dass Unterstützung aus Feldkirch nicht kommen würde. Um Mitternacht war klar, dass der Putsch scheitern würde. Die VDBL-Demonstranten verstreuten sich in Wirtshäusern. Um 4.00 Uhr morgens wurden 18 Führer der VDBL festgenommen. Auch Berlin hatte sich entschieden. Der Führer hatte einen «Stopp-Befehl» gegeben. Warum der Führer eine Annektierung von Liechtenstein verhinderte, ist nicht abschliessend geklärt. Hitler plante sicherlich bereits den Krieg gegen Polen. Es ging um «Lebensraum im Osten». Liechtenstein und die Schweiz waren für ihn nicht wichtig. Die Annektierung hätte nur seine grossen Pläne gefährdet, hätte die Völkergemeinschaft gegen die Annexion interveniert. Die Anhänger der VDBL hatten dagegen voll mit einer Unterstützung aus Deutschland gerechnet. Sie wurden enttäuscht und spielten nach dem Putsch keine grosse Rolle mehr in der Geschichte Liechtensteins.
Die VDBL zielte nicht nur auf die Angliederung Liechtensteins an Nazi-Deutschland, sondern wird auch beschuldigt, Bombenanschläge gegen Juden verübt zu haben. Am 31. Oktober 1938 explodierte eine Bombe in Eschen vor dem Gasthaus Kreuz. Dort wohnte der Jude Josef Strauss. Am 18. November 1938 explodierte eine Bombe vor der «Rheinischen Kleiderfabrik» in Eschen. Der Inhaber war der Jude Richard Graetz. Dabei gingen 18 Scheiben zu Bruch. In der Nacht vom 25. zum 26. November explodierte eine Bombe in Schaan. Sie galt einem Haus, in dem zwei jüdische Familien wohnten. Am 28. November krachte es wieder in Schaan. Der Anschlag galt dem Gasthaus «Dux», in dem jüdische Gäste logierten. Am folgenden Tag erschütterte eine Bombe das Haus der Familien Fiori und Goldstaub. Am 30. November explodierte wieder eine Bombe vor der «Rheinischen Kleiderfabrik», eine weitere vor dem Haus der Familie Schiftan. Die Liechtensteiner Polizei errichtete nun Strassensperren und durchsuchte die Wohnungen der «Volksdeutschen Jugend». Nach einer Verhaftung und den Hausdurchsungen wurden keine weiteren Anschläge mehr durchgeführt. Die meisten Bomben waren klein und richteten wenig Sachschaden an. Verletzt wurde glücklicherweise niemand. Die Regierung interpretierte die Anschläge als einen Protest gegen die jüdischen Flüchtlinge im Land.
Aufgrund der Ereignisse Ende 1938 trafen sich am 24. Januar 1939 im Schaaner Restaurant «Traube» 21 Männer und gründeten unter Führung von Christoph Frommelt die «Heimattreue Vereinigung Liechtenstein». Diese parteiübergreifende Vereinigung sollte alle Liechtenstein treuen Gruppierungen vereinigen. Sie entwickelte rasch grosse Aktivitäten und fand grossen Zulauf in der Bevölkerung. Nach dem gescheiterten Putsch starteten sie eine Unterschriftenkampagne, «um dem Auslande zu zeigen, dass Liechtensteins Volk gewillt ist, die Selbstständigkeit zu wahren». Mit der Unterschrift unterstützte man ein unabhängiges Liechtenstein unter der Führung des Fürstenhauses unter Beibehaltung der Wirtschaftsverträge mit der Schweiz. Eine Machtbeteiligung der Volksdeutschen wurde kategorisch ausgeschlossen. Am 2. April war die Unterschriftenaktion beendet. 95.4 Prozent der Stimmberechtigten hatten die Erklärung unterzeichnet, oder 2492 von 2610 Stimmberechtigten. Auch Frauen sammelten Unterschriften und reichen sie beim Fürsten ein.
Nach der Machtergreifung von Adolf Hitler 1933 in Deutschland bildeten sich auch in Liechtenstein Nationalsozialistische Zellen oder Parteien, die offen mit den Nationalsozialisten sympathisierten. Die bereits erwähnte Volksdeutschen Bewegung in Liechtenstein VDBL wurde in diesem Jahr gegründet und auch der Liechtensteiner Heimatdienst, aus der 1936 die Vaterländische Union VU entstehen sollte. Es gibt viele Gründe für diese Entwicklung. Zum einen die schwere Wirtschaftskrise, die viele Liechtensteiner arbeitslos gemacht hatte. Aber auch das Verhalten der Schweiz spielte eine wesentliche Rolle. Viele Liechtensteiner fühlten sich durch den Zollvertrag benachteiligt, besonders im Unterland, welches enge wirtschaftliche Beziehungen mit dem benachbarten Feldkirch und Österreich gepflegt hatte. Jetzt wurde die Grenze von paramilitärischen Schweizer Grenzwachtkorps bewacht und kontrolliert. Polizeieinheiten aus St. Gallen und Graubünden patrouillierten im Fürstentum. Schweizer Unternehmer hatten das Recht, Güter und Dienstleistungen im Fürstentum anzubieten, während sich besonders der Schweizer Kanton St. Gallen weigerte, diese Rechte auch Liechtensteiner Firmen und Personen zuzugestehen. Eine Revision des Schweizer Fremdenpolizeigesetzes, welche den Liechtensteiner uneingeschränkten Zugang zum Schweizer Arbeitsmarkt ermöglichen sollte, wurde erst 1941 durchgeführt. Die Schweiz benutzte die Revision dieses Gesetz als Druckmittel bei der Ellhornfrage. Besonders die Bevölkerung von Balzers war nicht willig, das Ellhorn aufzugeben. Auch sahen einige Liechtensteiner keinen Sinn im Kleinstaat Liechtenstein. Das Land war arm, eines der ärmsten in Europa. Kurz, der Zollvertrag mit der Schweiz hatte nicht zu dem erhofften Wohlstand geführt. Auch die Geschichte spielte eine Rolle. Seit dem Schwabenkrieg bildete der Rhein die Grenze zwischen der Schweiz und Österreich. Die Bevölkerung sah sich als «deutsch». Dies kam besonders in der Liechtensteiner Nationalhymne zum Ausdruck, die bis 1963 wie folgt lautete: «Oben am deutschen Rhein / Lehnet sich Liechtenstein / An Alpenhöh’n. / Dies liebe Heimatland / Im deutschen Vaterland / Hat Gottes weise Hand / Für uns erseh’n.» Über Jahrhunderte war die Eidgenossenschaft eher als Gegner betrachtet worden und nicht als Freund. Auch Ausländer spielten eine Rolle. Zuwanderer erbauten in Vaduz eine Siedlung mit prächtigen Villen oberhalb der Ortschaft. Wer Geld hatte, konnte sich eine Liechtensteiner Staatsbürgerschaft kaufen. Liechtensteiner Treuhänder und Rechtsanwälte machten dies möglich. Besonders ein Fall bewegte 1933 die Gemüter der Liechtensteiner. Der Fall von Alfred Rotter und seinem Bruder Fritz, zwei jüdischen Immigranten aus Berlin. Und da waren die deutschen Zugewanderten. Von den 1400 Volksdeutschen im Fürstentum sympathisierte die Hälfte mit den Nazis.
Nach dem Bau einer Öl-Pipeline im Oberrheintal in den 1960er Jahren hatte die St. Galler Kantonsregierung grosse Pläne, das Rheintal zu entwickeln. Man plante ein grosses thermisches Kraftwerk in Rüthi durch die NOK Nordostschweizerische Kraftwerke AG, der heutigen Axpo. Doch das Projekt stiess auf eine breite Ablehnung der Bewohner auf beiden Seiten des Rheins. 1972 versuchte man es mit einem weiteren Anlauf. Diesmal sollte es ein Atomkraftwerk sein, welches die wachsende Industrie mit Strom versorgen sollte. Doch auch gegen das AKW formierte sich breiter Widerstand, zuerst auf Vorarlberger Seite. Dort wurde das Aktionskomitee «Gesunder Lebensraum Vorarlberg» gegründet. Am 8. Februar 1973 wurde auch in Liechtenstein eine Gesellschaft gegen den Bau des AKW gegründet, die «Liechtensteinische Gesellschaft für Umweltschutz» kurz LGU. 1974 wurden 15.000 Unterschriften gegen den Bau des AKW gesammelt. Auch engagierte sich die LGU bei Protesten gegen die geplante Erdölraffinerie in Schweizer Sennwald, ein weiteres Grossprojekt der St. Galler Regierung. Auf Schweizer Seite gab es zunächst wenig Widerstand gegen die Pläne zum Bau des AKW. Erst im Herbst 1974 wurde die Kantonale Initiative gegen den unverantwortlichen Atomkraftwerkbau gegründet. Im November 1974 erklärte der Schweizer Bundesrat Willi Ritschard, dass der Bundesrat den Bau des AKW genehmigen werde. Proteste kamen primär aus Österreich und Liechtenstein. Österreich beschloss am 5. November 1978 den Ausstieg aus der Atomkraft. In der Schweiz wurde im Juni 1975 ein weiteres Bündnis «Atomkraftwerke Nein» in Altstätten gegründet, die teilweise militante Proteste gegen das AKW organisierten. Die anhaltenden Proteste der Anrainer zeigten Früchte. Die Pläne für beide Bauvorhaben wurden auf unbestimmte Zeit verschoben. Mit dem Gesetz zur «Energiewende», welches der Schweizer Bundestag 2011 beschlossen hat dürfte das Thema «AKW Rüthi» erledigt sein.
Am 25. September 1927 führte der Rhein Hochwasser. Dabei verkeilte sich Treibholz in der Eisenbahnbrücke Schaan–Buchs der Österreichischen Bundesbahnen. Der Rhein staute sich in Folge auf und durchbrach den rechts-rheinischen Damm. Weite Teile des Unterlandes wurden überschwemmt. Ruggell und Teile von Gamprin und Benders mussten evakuiert werden. Häuser, Strassen, Brücken wurden zerstört. Das Land wurde von einer Kies-Schicht überdeckt. Die Ernte war verloren.
Erst am 24. Dezember 1927 konnte das Loch im Deich geflickt werden. Von 1927 bis 1933 mussten 3½ Millionen Franken in den Hochwasserschutz investiert werden. Dies gelang nur durch einen Kredit der Schweiz. Auch sonst half das Ausland, besonders die Schweiz. Von April bis Oktober 1928 unterstützten Gruppen des Service Civil International unter Leitung des Schweizers Pierre Cérésole die Aufräum- und Reparaturarbeiten. Auch Schweizer Pfadfinder waren aktiv. 710 Mitglieder des Hilfsdienstes, darunter 78 Frauen arbeiteten mindestens drei Wochen lang für die gute Sache. Die Hälfte der Hilfswilligen kam aus der Schweiz und 18 weiteren Ländern und arbeiteten hauptsächlich in Schaan. Die Schweizer Pfadfinder wechselten sich alle zwei Wochen ab und kamen aus den verschiedenen Kantonen. Die Pfadfinder arbeiteten meistens in Ruggell und eine Gruppe war um die 100 Personen stark. Die Rheindämme wurden auf einer Länge von 26,55 Kilometer erhöht. Die weggerissene Rheinbrücke bei Schaan wurde neu erstellt, die von Balzers, Vaduz und Bendern repariert. Alle Rheinbrücken wurden angehoben. Ruggell erhielt 1929 eine eigene Rheinbrücke. Das Material spendierte die Schweizer SBB. Fürst Johann spendete die Hälfte der Baukosten. Die Rheinkatastrophe entwickelte sich zu einer grossen Arbeitsbeschaffungsmassnahme. Und endlich wurde der Bau eines Binnenkanals beschlossen. Die Schweiz war da schon sehr viel weiter. Sie hatten schon von 1882 bis 1886 den Werdenberger Binnenkanal zwischen Trübbach und Rüthi auf ihrer linken Rheinseite errichtet. Zwischen 1931 und 1943 wurde der Liechtensteiner Binnenkanal gegraben.

### Vom Zweiten Weltkrieg bis heute
Liechtenstein blieb während des Zweiten Weltkrieges neutral. Auf einer Länge von 14 Kilometer wurde die Grenze nach Österreich durch einen 2½ Meter hohen Zaun und Spanische Reiter abgesichert. Nach 1942 gelangen den Flüchtigen vor dem Nationalsozialismus nur noch wenige Grenzübertritte über die Grenze von Österreich nach Liechtenstein. Die Schweizer Grenzwacht und Liechtensteiner Hilfspolizisten sicherten die Grenze. Schweizer Armee-Angehörige wurden nicht an der Grenze eingesetzt, obwohl die Liechtensteinische Regierung die Schweizer Regierung darum gebeten hatte. Die Schweizer Regierung lehnte dies aufgrund der Neutralität der Schweiz ab.
1945 traten Teile der 1. Russischen Nationalarmee der Deutschen Wehrmacht, nicht zu verwechseln mit der Wlassow-Armee, auf Liechtensteiner Gebiet über und wurden trotz massiven Drucks der Sowjetunion nicht an diese ausgeliefert.
Während des Zweiten Weltkrieges entstanden neue Industriebetriebe in Liechtenstein. Auch die Nachkriegszeit war von einem anhaltenden Wirtschaftsaufschwung gekennzeichnet. Liechtenstein wandelte sich schnell von einem armen Agrarstaat in ein Dienstleistungsland. Die wichtigsten Gründe für den Aufschwung waren der am 29. März 1923 abgeschlossene Zollvertrag mit der Schweiz, die Übernahme des Schweizer Franken und eine liberale Wirtschaftsordnung, verbunden mit einer niedrigen Besteuerung.
Ab 1. Januar 1972 regelte ein Gesetz, dass die Zahl der im Fürstentum lebenden Ausländer nicht höher als ein Drittel der gesamten Einwohnerzahl des Landes betragen darf.
Bei einer Volksabstimmung am 9. und 11. Februar 1972 wurde mehrheitlich gegen das Frauenwahlrecht gestimmt.
Nach Inkrafttreten des deutsch-deutschen Grundlagenvertrages wurden am 28. Juni 1973 diplomatische Beziehungen mit der Deutschen Demokratischen Republik aufgenommen, deren Wahrnehmung die Schweiz übernahm.
Liechtenstein wurde Mitglied wichtiger internationaler Organisationen, so unter anderem:
- 1978 – Beitritt zum Europarat
- 1990 – Beitritt als 160. Mitglied der Vereinten Nationen
- 1991 – Beitritt der EFTA
- 1995 – Beitritt zum Europäischen Wirtschaftsraum (EWR)
- 1995 – Beitritt zur Welthandelsorganisation (WTO)

Am 1. Juli 1984 wurde im dritten Anlauf das Stimm- und Wahlrecht für Frauen auf Landesebene eingeführt. In der Volksabstimmung hierzu waren 2370 Männer dafür, 2251 dagegen. Liechtenstein tat sich somit ähnlich schwer mit dem Frauenstimmrecht wie die Schweiz. Das Fürstentum war der letzte europäische Staat, der das Frauenstimm- und -wahlrecht einführte. Schon 1976 hatten die Gemeinden das Recht erhalten, das Stimmrecht und das Wahlrecht für Frauen auf kommunaler Ebene einzuführen. Unterdessen hat sich die Lücke zwischen Kandidaturen von Frauen und ihrem tatsächlichen Wahlerfolg immer mehr geschlossen. Die Wahlchancen der Frauen sind gestiegen.
Nach dem Tod seines Vaters Franz Joseph II. bestieg der HSG-Absolvent Fürst Hans Adam II. von Liechtenstein im Jahre 1989 den Thron zu Vaduz. Am 16. August 2004 übergab er die Amtsgeschäfte an seinen Sohn Alois von Liechtenstein.

### Neue Verfassung
In einem Referendum 2003 stimmten die Bürger Liechtensteins mit einem Ja-Anteil von 64,3 % für eine Revision der Verfassung. Fürst Hans Adam hatte erklärt, im Falle einer Ablehnung das Land zu verlassen und nach Wien zu übersiedeln. Die neue Verfassung gibt dem Fürsten mehr Macht als in anderen Monarchien Europas, dafür hat das Volk neue Rechte wie die Absetzung des Fürsten.
Die neue Verfassung sorgte sowohl national als auch international (z. B. seitens des Europarates) für Kritik, da die in der Volksabstimmung Unterlegenen der Ansicht sind, die Demokratie werde dank eines mächtigen fürstlichen Vetorechtes eingeschränkt. Der Europarat führt auf Antrag derselben Gruppierungen aus diesem Grund einen Dialog mit Liechtenstein über die neue Verfassung.
Am 15. August 2004 ernannte Fürst Hans Adam II. seinen Sohn, den Erbprinzen Alois von Liechtenstein, zu seinem Stellvertreter und betraute ihn mit der Ausübung der dem Fürsten zustehenden Hoheitsrechte. Der Fürstentitel selbst geht allerdings erst nach dem Ableben des Vaters auf den Sohn über.
Im Jahr 2012 stimmten die Bürger Liechtensteins über eine Volksinitiative ab, welche das Vetorecht des Fürsten oder seines Stellvertreters eingeschränkt hätte. Die Gesetzesänderung sah vor, dass diese gegen eine Entscheidung des Volkes durch Volksinitiative kein Veto mehr einlegen könnten. Nur gegen Parlamentsbeschlüsse hätte der Fürst weiterhin ein Veto einlegen können. Die Initiative wurde von 76,1 % der Stimmen abgelehnt. Die Schweizer Zeitung Blick berichtete am 1. Juli 2012: «Liechtensteinerinnen und Liechtensteinern ist ein ungetrübtes Verhältnis zur Fürstenfamilie wichtiger als ein Stück mehr Demokratie.» Erbprinz Alois hatte bereits in seiner Thronrede vor dem Parlament Anfang März 2012 betont, dass sich das Fürstenhaus aus dem politischen Leben zurückziehen würde, sollte das Volk die Initiative annehmen.

### Einflüsse der Gegenwart
Der Hauptwirtschaftszweig Liechtensteins liegt heute im tertiären Sektor: bei Banken, Treuhändern und sonstigen Finanzdienstleistungen. Dieser Sektor wird, wie einige internationale Beobachter kritisieren, durch sehr liberale Gesetze gefördert, die den Grau- und Schwarzmarkt geradezu «einladen». Da mehr Arbeitsplätze vorhanden sind, als von Einheimischen belegt werden können, gibt es in Liechtenstein viele Grenzgänger aus den benachbarten Staaten. Laut einer Untersuchung von Swissinfo am 31. Dezember 2016 war von den 37.453 in Liechtenstein Beschäftigten jeder Zweite ein Grenzgänger. Von diesen wohnten 55 % in der benachbarten Schweiz. Diese hohe Zahl von Grenzgängern kommt von der sehr restriktiven Vergabe von Aufenthaltsbewilligungen durch die Liechtensteiner Behörden. So werden zum Beispiel nur fünf Aufenthaltsbewilligungen pro Jahr an Schweizer Staatsbürger vergeben.

## Münzprägung

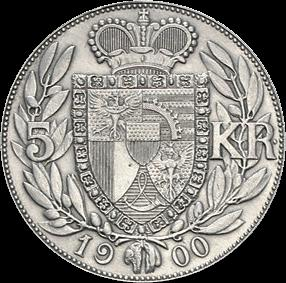
5-Kronen-Silbermünze von 1900

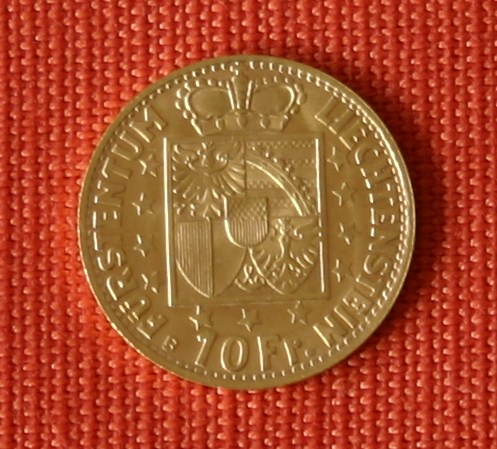
10-Franken-Goldmünze von 1946, 2,90 g Feingold, geprägt nach der Norm der Lateinischen Münzunion

Die liechtensteinische Münzgeschichte begann mit der Erhebung von Karl von Liechtenstein zum Pfalzgrafen durch den Kaiser. Diese Rangerhebung umfasste auch das Münzrecht. Die Münzprägung, vor allem von Groschen, begann erst 1614 und endete bereits 1620. Dukaten und ihre Vielfachen wurden nur in geringer Auflage geprägt und waren wahrscheinlich hauptsächlich zu Geschenk- und Repräsentationszwecken gedacht. Mit der Jahreszahl 1629 wurden Kreuzer aus Billon geprägt, die auch für den täglichen Geldumlauf dienten. Ab dem Jahr 1728 unter Fürst Josef Johann Adam wurden in geringer Stückzahl Taler und Halbtaler (jeweils nur wenige hundert Exemplare) sowie wieder Dukaten geprägt. Auch das Jahr 1729 findet sich auf liechtensteinischen Münzen. 1½ Florin entsprachen einem Thaler. Dann scheint es eine längere Prägepause gegeben zu haben, weil erst das Jahr 1758 mit ½ Thaler, 1 Thaler und 1 Ducat und 1778 mit ½ Thaler, 1 Thaler und 1 Ducat wieder auf Münzen in geringer Auflage (wieder nur wenige hundert) geprägt wurde. Die Dukaten wurden in 986er Gold geprägt, alle anderen Münzen aus 583er Silber. Alle Münzen zeigen auf dem Avers die nach rechts gerichtete Büste des jeweiligen Fürsten, auf dem Revers sein Wappen. Zu den Dukaten existieren zahlreiche Nachahmungen. Nach einer erneuten Prägepause wurden 1778 wieder Dukaten (125 Stück), Taler (1500 Stück), Halbtaler (1250 Stück) und erstmals auch 20 Kreuzermünzen (2000 Stück) hergestellt.
Erst 1862, unter Fürst Johann II., wurde ein weiterer Münztyp geprägt, ein Vereinstaler, der ebenso gestaltet war wie die vorhergehenden Münzen und den Bestimmungen des Wiener Münzvertrages von 1857 entsprach, dem Liechtenstein bis 1867 angehörte, bis es gemeinsam mit Österreich auf Druck Preußens austreten musste. Der Vereinstaler wurde 1893 zum Wert von 3.53 Kronen ausser Kurs gesetzt wurde.
Am 26. August 1898 wurde eine Währungsreform durchgeführt. 1 Florin hatte nun den Wert von einer liechtensteinischen Krone, und 100 Heller entsprachen einer Krone. Unter Johann II. wurden Silbermünzen im Wert von 1 Krone, 2 Kronen und 5 Kronen in Silber ausgegeben. Die Münzen zu 10 Kronen und 20 Kronen wurden in Gold geprägt. Das Avers zeigte jedoch im Gegensatz zu den früheren Prägungen auf allen Münzen die nach links gerichtete Büste des Fürsten. Diese Münzen wurden am 28. August 1920 ausser Kurs gesetzt und durch das Liechtensteiner Notgeld ersetzt.
Eine weitere Währungsumstellung wurde am 26. Mai 1924 durchgeführt. Hatte sich die Kronenwährung an das österreichische Münzsystem angelehnt, passte man das Liechtensteinische Geld nun an das Schweizer Geldsystem an. Die neue Währung lautete nun wie in der Schweiz 100 Rappen in 1 Franken. Diese Währung hat bis heute ihre Gültigkeit. Johann II. liess Münzen im Wert von ½ Franken, 1 Franken, 2 Franken und 5 Franken in Silber prägen. Als Franz I. an die Macht kam, liess er keine weiteren Münztypen dieses Wertes prägen, da bereits genug Silbermünzen von seinem Vorgänger in Umlauf waren. In seiner Regierungszeit wurden im Jahr 1930 Goldmünzen im Wert von 10 Franken und 20 Franken geprägt. Sie zeigen auf dem Avers wieder die Büste des Fürsten nach rechts.
Ab diesem Zeitpunkt wurden liechtensteinische Franken nur noch zu Sammlungszwecken geprägt, da der Schweizer Franken zur Hauptwährung in Liechtenstein avancierte. Fürst Franz Josef II. liess im Jahr 1946 zwei Münztypen zu 10 Franken und 20 Franken und zehn Jahre später Goldmünzen zu 25 Franken, 50 Franken und 100 Franken prägen. Auf der Vorderseite dieser Münzen wird ein liechtensteinischer Fürst zum ersten Mal mit seiner Gemahlin gezeigt. Zum hundertjährigen Jubiläum der liechtensteinischen Landesbank wurden zwei Goldmünzen zu 25 Franken und 50 Franken geprägt, für den 50. Jahrestag des Regierungsantritts Franz Josefs 1988 eine Silbermünze zu 10 Franken und eine Goldmünze zu 50 Franken. Hans Adam II. liess 1990 anlässlich der Erbhuldigung eine Münze zu 10 Franken in Silber und 50 Franken in Gold prägen. Für das 200-jährige Jubiläum der Souveränität des Fürstentums 2006 wurden zwei Münztypen im selben Wert herausgegeben.